# Yasser Arafat
Mohammed Abdel Rahman Abdel Raouf Arafat al-Qudwa al-Husseini (tiếng Ả Rập: محمد عبد الرؤوف عرفات القدوة الحسيني, 24 tháng 8 năm 1929 – 11 tháng 11 năm 2004), thường được gọi là Yasser Arafat (ياسر عرفات) hay theo kunya của ông Abu Ammar (أبو عمار), là một lãnh đạo Palestine và người được trao Giải Nobel. Ông là Chủ tịch Tổ chức Giải phóng Palestine (PLO), Tổng thống Chính quyền Quốc gia Palestine (PNA), và lãnh đạo của đảng chính trị Fatah, do ông thành lập năm 1959. Arafat đã dành phần lớn cuộc đời mình đấu tranh chống lại Israel dưới danh nghĩa đòi quyền tự quyết cho người dân Palestine. Ban đầu ông phản đối sự tồn tại của Israel, nhưng ông đã thay đổi quan điểm của mình năm 1988 khi ông chấp nhận Nghị quyết số 242 của Hội đồng Bảo an Liên hiệp quốc.
Arafat và phong trào của ông hoạt động tại nhiều quốc gia Ả Rập. Hồi cuối thập niên 1960 và đầu thập niên 1970, Fatah đã đối đầu với Jordan trong một cuộc nội chiến ngắn. Bị buộc phải rời Jordan và vào Liban, Arafat và Fatah là những mục tiêu chính của những cuộc xâm lược năm 1978 và 1982 của Israel vào nước này. Ông "được nhiều người Ả Rập và đa số người Palestine sùng kính," không cần biết tới ý thức hệ chính trị hay phe phái, coi ông là một chiến binh vì tự do người là biểu tượng cho những khát vọng quốc gia của họ. Tuy nhiên, ông bị "nhiều người Israel sỉ vả" và bị miêu tả "ở hầu hết thế giới phương Tây là tên khủng bố số một" vì những vụ tấn công mà phái của ông đã tiến hành chống lại thường dân.
Hồi cuối sự nghiệp, Arafat đã tham gia vào một loạt các cuộc đàm phán với chính phủ Israel nhằm chấm dứt cuộc xung đột kéo dài nhiều thập kỳ giữa nước này và PLO. Các cuộc đàm phán bao gồm Hội nghị Madrid năm 1991, Hiệp định Oslo năm 1993 và Hội nghị Thượng đỉnh Trại David năm 2000. Các đối thủ chính trị của ông, gồm cả những người Hồi giáo và nhiều nhân vật cánh tả trong PLO, thường lên án ông là tham nhũng hay quá dễ bảo với những nhượng bộ của ông trước chính phủ Israel. Năm 1994, Arafat được nhận Giải Nobel Hoà bình, cùng với Yitzhak Rabin và Shimon Peres, vì những cuộc đàm phán tại Oslo. Trong thời gian này, Hamas và các tổ chức du kích khác nổi lên nắm quyền lực và làm lay chuyển những nền móng của chính quyền mà Fatah dưới sự lãnh đạo của Arafat đã thành lập tại các lãnh thổ Palestine.
Cuối năm 2004, sau khi hoàn toàn bị quân đội Israel giam cầm trong khu nhà của mình tại Ramallah trong hơn hai năm, Arafat bị ốm, rơi vào hôn mê và mất ngày 11 tháng 11 năm 2004 ở tuổi 75. Tuy lý do chính xác cho cái chết của ông vẫn chưa được biết và không một cuộc khám nghiệm nào được tiến hành, các bác sĩ của ông nói là do xuất huyết nghẽn mạch tế bào tự phát và bệnh gan mãn tính.

## Tuổi trẻ

### Ra đời và tuổi trẻ
Yasser Arafat sinh tại Cairo và có cha mẹ là người Palestine. Cha ông, Abdel Raouf al-Qudwa al-Husseini, là một người Palestine từ Gaza; mẹ ông, bà nội của Yasser, là một người Ai Cập. Cha của Arafat làm việc như một thương nhân ngành dệt tại quận Sakakini đa tôn giáo ở Cairo. Arafat là con áp út trong số bảy anh em và, cùng với người em út Fathi, là hai người duy nhất sinh ra ở nước ngoài tại Cairo. Mẹ ông, Zahwa Abul Saud, thuộc một gia đình ở Jerusalem. Bà mất vì bệnh thận năm 1933, khi Arafat lên bốn.
Chuyến thăm đầu tiên của Arafat tới Jerusalem là cùng với cha ông, vì không thể một mình nuôi dạy bảy đứa con, đã gửi ông và em trai là Fathi tới gia đình bà mẹ tại Quận Moroccan thuộc Thành Cổ. Họ sống ở đó với người chú là Salim Abul Saud trong bốn năm. Năm 1937, người cha đựa họ trở về để chăm sóc người chị lớn, Inam. Arafat có mối quan hệ ngày càng xấu đi với cha; khi ông mất năm 1952, Arafat không tham gia lễ tang, cũng không tới thăm mộ cha khi ông quay về Gaza.

### Giáo dục và cuộc Chiến tranh Ả Rập-Israel năm 1948
Năm 1944, Arafat đăng ký vào Đại học Vua Fuad I và tốt nghiệp năm 1950. Sau này ông tuyên bố mình đã tìm cách có được hiểu biết tốt hơn về Đạo Do Thái và Chủ nghĩa phục quốc Zion bằng cách tham gia thảo luận với những người Do Thái và đọc các tác phẩm của Theodor Herzl cùng nhiều nhân vật Zionist nổi tiếng khác. Cùng lúc ấy, ông trở thành một người theo chủ nghĩa quốc gia Ả Rập và bắt đầu tìm kiếm vũ khí được buôn lậu vào Palestine Ủy trị Anh cũ, để sử dụng trong các lực lượng phi chính quy tại Hội đồng Cao cấp Ả Rập và các chiến binh Quân đội Thánh chiến.
Trong cuộc Chiến tranh Ả Rập-Israel năm 1948, Arafat rời trường đại học, và cùng với những người Ả Rập khác, tìm cách vào trong Palestine để gia nhập các lực lượng Ả Rập chống lại quân đội Israel. Tuy nhiên, thay vì tham gia vào lực lượng fedayeen Palestine, Arafat chiến đấu với tổ chức Những người anh em Hồi giáo, dù ông không gia nhập lực lượng này. Ông tham gia chiến đấu tại khu vực Gaza (là chiến trường chính của các lực lượng Ai Cập trong cuộc xung đột). Đầu năm 1949, cuộc chiến chuyển sang có lợi cho Israel, và Arafat quay trở lại Cairo vì thiếu hỗ trợ hậu cần.
Sau khi quay lại trường đại học, Arafat học kỹ sư dân sự và làm chủ tịch Tổng Liên minh Sinh viên Palestine (GUPS) từ năm 1952 tới năm 1956. Trong năm đầu ông làm chủ tịch Tổng liên minh, trường được đổi tên lại thành Đại học Cairo sau một vụ đảo chính do Mặt trận Sĩ quan Tự do tiến hành lật đổ Vua Farouk I. Tới thời điểm ấy, Arafat đã tốt nghiệp cử nhân kỹ sư dân sự và được gọi vào chiến đấu trong các lực lượng Ai Cập trong cuộc Khủng hoảng Suez; tuy nhiên, ông không bao giờ thực sự chiến đấu trên chiến trường. Cuối năm đó, tại một hội nghị ở Praha, ông mặc một bộ đồ keffiyeh toàn trắng –khác biệt so với bộ đồ kẻ ô sau này ông mặc tại Kuwait, đã trở thành biểu tượng của ông.

### Tên
Tên đầy đủ ban đầu của Arafat là Mohammed Abdel Rahman Abdel Raouf Arafat al-Qudwa al-Husseini. Mohammed Abdel Rahman là tên thánh; Abdel Raouf là tên của cha và Arafat là tên của ông. Al-Qudwa là tên của bộ tộc của ông và al-Husseini là tên dòng họ mà những thành viên al-Qudwa thuộc vào đó. Cần lưu ý rằng dòng họ của Arafat, al-Husseini sống tại Gaza và không nên bị nhầm lẫn với dòng họ nổi tiếng, nhưng không liên quan al-Husayni của Jerusalem.
Bởi Arafat được nuôi lớn lên tại Cairo, truyền thống bỏ đi thành phần Mohammed hay Ahmad trong tên thánh của một người là thường thấy; những người Ai Cập đáng chú ý như Anwar Sadat và Hosni Mubarak cũng làm như vậy. Tuy nhiên, Arafat bỏ cả các phần Abdel Rahman và Abdel Raouf khỏi tên mình. Đầu những năm 1950, Arafat chấp nhận cái tên Yasser, và trong những năm đầu sự nghiệp du kích của Arafat, ông lấy nom de guerre là Abu Ammar. Cả hai cái tên đều liên quan tới Ammar ibn Yasir, một trong những người bầu bạn đầu tiên của Muhammad. Dù ông đã bỏ hầu hết những cái tên được thừa hưởng, ông giữ lại Arafat vì ý nghĩa của nó trong Hồi giáo.

## Sự nổi lên của Fatah

### Thành lập Fatah
Sau vụ Khủng hoảng Suez năm 1956, tổng thống Ai Cập Gamal Abdel Nasser, một lãnh đạo của Phong trào Sĩ quan Tự do, đồng ý cho phép Lực lượng Khẩn cấp Liên hiệp quốc tới đồn trú tại Bán đảo Sinai và Dải Gaza, dẫn tới việc trục xuất toàn bộ lực lượng du kích hay "fedayeen" ra khỏi đó —gồm cả Arafat. Arafat ban đầu đấu tranh để kiếm một visa sang Canada và sau đó là Ả Rập Xê Út, nhưng không thành công trong cả hai vụ. Năm 1957, ông xin visa tới Kuwait (ở thời điểm đó là một nhà nước bảo hộ của Anh) và được chấp thuận, dựa trên nghề nghiệp của ông là kỹ sư dân sự. Tại đó ông gặp hai người bạn Palestine: Salah Khalaf (Abu Iyad) và Khalil al-Wazir (Abu Jihad), cả hai đều là các thành viên chính thức của Anh em Hồi giáo Ai Cập. Arafat đã gặp Abu Iyad khi đang theo học tại đại học Cairo và Abu Jihad tại Gaza. Cả hai đều sẽ trở thành những cánh tay đắc lực của Arafat trong sự nghiệp chính trị sau này. Abu Iyad cùng Arafat đi tới Kuwait hồi cuối năm 1960; Abu Jihad, cũng là một giáo viên, đã từng sống ở đó từ năm 1959. Sau khi định cư tại Kuwait, Abu Iyad giúp Arafat kiếm được một công việc tạm thời như một giáo viên.

Cờ Palestine, được Tổ chức Giải phóng Palestine chấp nhận từ khi nó được thành lập năm 1964

Khi Arafat bắt đầu phát triển tình bạn với những người tị nạn Palestine khác (một số trong số đó ông đã biết từ ngày còn ở tại Cairo), ông và những người khác dần thành lập một nhóm được gọi là Fatah. Ngày thành lập chính xác của Fatah vẫn còn chưa được biết. Tuy nhiên, vào năm 1959, sự tồn tại của nhóm này đã được chứng minh trong những trang viết của một tạp chí theo chủ nghĩa quốc gia Palestine, Filastununa Nida al-Hayat (Palestine của chúng ta, Lời kêu gọi của cuộc sống), được viết và xuất bản bởi Abu Jihad. FaTaH là một từ đảo cấu tạo từ những từ đầu của cái tên Ả Rập Harakat al-Tahrir al-Watani al-Filastini dịch thành "Phong trào Giải phóng Quốc gia Palestine". Fatah cũng là một từ từng được sử dụng từ đầu thời kỳ Hồi giáo có nghĩa 'chinh phục'.
Fatah có mục đích giải phóng Palestine bằng một cuộc chiến tranh vũ trang do chính người Palestine tiến hành. Nó khác biệt với những tổ chức chính trị và du kích khác của Palestine, đa số chúng hoàn toàn tin tưởng vào một sự phản kháng của toàn bộ khối Ả Rập thống nhất. Tổ chức của Arafat không bao giờ có những tư tưởng của những chính phủ quốc gia Ả Rập lớn thời kỳ đó, trái ngược với các phe phái Palestine khác, vốn thường trở thành vệ tinh của các quốc gia lớn như Ai Cập, Iraq, Ả Rập Xê Út, Syria và các nước khác.
Theo tư tưởng của mình, Arafat nói chung từ chối chấp nhận những khoản viện trợ của các chính phủ Ả Rập lớn dành cho tổ chức của ông, nhằm có được sự độc lập từ họ. Tuy nhiên, ông không muốn xa lánh họ, và tìm cách có được sự hỗ trợ thống nhất của họ bằng cách tránh liên minh với các nhóm trung thành với các lý tưởng khác. Ông làm việc vất vả tại Kuwait, để thành lập cơ sở cho sự hỗ trợ tài chính tương lai của Fatah bằng cách tranh thủ những khoản đóng góp từ những người Palestine giàu có đang làm việc tại đó và tại các Quốc gia Vùng Vịnh khác, như Qatar (nơi ông gặp Mahmoud Abbas năm 1961). Những nhà doanh nghiệp và công nhân dầu khí này đã đóng góp một cách rất hào hiệp cho tổ chức Fatah. Arafat tiếp tục quá trình này tại các quốc gia khác như Libya và Syria.
Năm 1962, Arafat và các đồng sự thân cận nhất của mình nhập cư vào Syria —một quốc gia có chung biên giới với Israel— mới đó đã rút lui khỏi một liên minh sớm chết yếu với Ai Cập của Nasser. Fatah có xấp xỉ 300 thành viên ở thời điểm này, nhưng không ai trong số đó là chiến binh. Tuy nhiên, tại Syria ông đã tìm cách tuyển mộ các thành viên bằng cách đề xuất những mức thu nhập cao hơn để có thể thực hiện những cuộc tấn công vũ trang chống lại Israel. Nhân lực của Fatah còn được gia tăng thêm sau khi Arafat quyết định trao mức lương lớn hơn nữa cho các thành viên của Quân đội Giải phóng Palestine (PLA), lực lượng quân đội chính thức của Tổ chức Giải phóng Palestine (PLO), đã được Liên đoàn Ả Rập tạo ra vào mùa hè năm 1964. Ngày 31 tháng 12 cùng năm ấy, một biệt đội thuộc al-Assifa, nhánh vũ trang của Fatah ở thời điểm đó, tìm cách thâm nhập vào Israel, nhưng họ đã bị các lực lượng an ninh của Liban ngăn chặn và bắt giữ. Nhiều cuộc tấn công khác của các chiến binh Fatah được huấn luyện và trang bị kém diễn ra sau vụ việc này. Một số vụ thành công, những vụ khác thất bại. Arafat thường đích thân chỉ huy những cuộc đột kích này.
Arafat và trợ lý hàng đầu của mình Abu Jihad, bị bắt giữ ở Syria khi một lãnh đạo Palestine ủng hộ Syria, Yusuf Orabi bị ám sát. Nhiều giờ trước vụ ám sát, Arafat đã thảo luận với ông các cách thức để thống nhất các phe phái của họ và yêu cầu Orabi hỗ trợ cho Arafat chống lại các đối thủ của ông bên trong ban lãnh đạo Fatah. Một thời gian ngắn sau khi Arafat rời cuộc gặp, Orabi bị ném ra ngoài cửa sổ một căn nhà ba tầng và cảnh sát Syria trung thành với Hafez al-Assad (Assad và Orabi là những "người bạn thân cận"), nghi ngờ Arafat có liên quan tới vụ việc. Assad đã chỉ định một hội đồng, phát hiện Arafat và Abu Jihad có tội trong vụ giết hại. Tuy nhiên, cả hai đã được Tổng thống Syria Salah Jadid ân xá. Tuy nhiên, vụ việc này khiến Assad và Arafat khó chịu với nhau, điều sẽ được thể hiện về sau khi Assad trở thành Tổng thống Syria.

### Lãnh đạo người Palestine

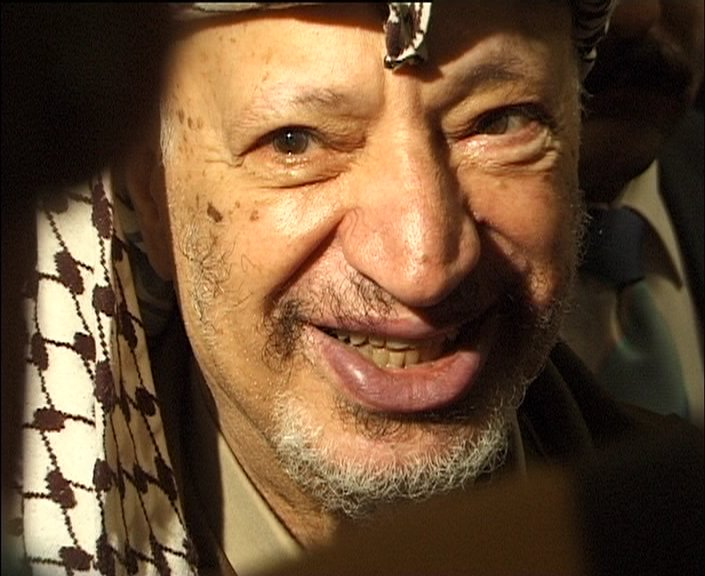
Tổng thống Yasser Arafat vào năm 1999

Ngày 13 tháng 11 năm 1966, Israel tung ra một cuộc tấn công lớn vào thị trấn as-Samu ở Bờ Tây do Jordan quản lý, để trả đũa một vụ đánh bom bên đường do Fatah tiến hành, làm thiệt mạng ba thành viên của Các lực lượng an ninh Israel ở gần phía nam biên giới Đường Xanh. Trong cuộc chạm trán đó, nhiều thành viên lực lượng an ninh Jordan đã thiệt mạng và 125 ngôi nhà bị san bằng. Vụ việc này là một trong nhiều yếu tố dẫn tới cuộc Chiến tranh Sáu Ngày năm 1967.
Cuộc chiến Sáu Ngày bùng phát khi Israel tung ra một cuộc tấn công không quân phủ đầu vào không quân Ai Cập ngày 5 tháng 6 năm 1967. Cuộc chiến chấm dứt với thất bại của phía Ả Rập và việc Israel chiếm đóng nhiều vùng đất Ả Rập, gồm cả Bờ Tây và Dải Gaza. Dù Nasser và các đồng minh Ả Rập của ông đã bị đánh bại, Arafat và Fatah vẫn có thể tuyên bố một chiến thắng, trong đó đa số người Palestine, những người tới thời điểm ấy đã tìm cách liên kết lại và có giành thiện cảm với các chính phủ Ả Rập, khi ấy bắt đầu đồng ý rằng một giải pháp 'Palestine' cho tình thế của họ là tuyệt đối cần thiết.
Nhiều đảng chính trị lớn của Palestine, gồm cả Phong trào Chủ nghĩa quốc gia Ả Rập của George Habash, Hội đồng Cao cấp Ả Rập của Hajj Amin al-Husseini, Mặt trận Giải phóng Hồi giáo và nhiều nhóm được Syria hậu thuẫn, rõ ràng đã tan rã sau khi các chính phủ tài trợ cho họ thất bại. Chỉ một tuần sau thất bại, Arafat đã cải trang vượt Sông Jordan và vào Bờ Tây, nơi ông lập ra những trung tâm tuyển mộ tại Hebron, khu vực Jerusalem và Nablus, và bắt đầu thu hút cả các chiến binh và các nhà ủng hộ tài chính cho lý tưởng của mình.
Cùng lúc ấy, Nasser tiếp xúc với Arafat thông qua Mohammed Heikal (một trong những cố vấn của Nasser) và Arafat được Nasser tuyên bố là 'lãnh đạo của người Palestine'. Tháng 12, Ahmad Shukeiri từ chức Chủ tịch PLO. Yahya Hammuda thay thế và mới Arafat gia nhập tổ chức. Fatah được trao 33 trong số 105 ghế của Hội đồng Hành pháp PLO trong khi 57 ghế được trao cho các nhóm du kích khác.

### Trận Karameh
Trong suốt năm 1968, Fatah và các nhóm vũ trang Palestin khác là mục tiêu của một chiến dịch quân sự lớn của Israel tại làng Karameh của Jordan, nơi Fatah đóng trụ sở —cũng là nơi có các Trại tị nạn Palestine. Tên của thị trấn này là từ tiếng Ả Rập có nghĩa 'phẩm giá', vốn đã nâng cao giá trị biểu tượng của mình trong mắt người Ả Rập, đặc biệt sau thất bại của họ năm 1967. Chiến dịch nhằm để trả đũa các vụ tấn công, gồm cả các vụ bắn rocket của Fatah và các chiến binh Palestine khác, bên trong Bờ Tây bị chiếm đóng. Theo Said Aburish, chính phủ Jordan và một số lính biệt kích Fatah đã thông báo với Arafat về những chuẩn bị quân sự quy mô lớn của Israel cho một vụ tấn công vào thị trấn đang được tiến hành, khiến các nhóm fedayeen, như nhóm Mặt trận Nhân dân vì sự Giải phóng Palestine (PFLP) mới được thành lập của George Habash và tổ chức ly khai Mặt trận Dân chủ vì sự Giải phóng Palestine của Nayef Hawatmeh, rút các lực lượng của họ khỏi thị trấn. Dù được một chỉ huy sư đoàn ủng hộ Fatah của Jordan cố vấn nên rút người và trụ sở tới các ngọn đồi gần đó, Arafat đã từ chối, nói, "Chúng tôi muốn thuyết phục thế giới rằng có những người trong thế giới Ả Rập sẽ không rút lui hay bỏ chạy". Aburish viết rằng chính theo các mệnh lệnh của Arafat, Fatah đã ở lại, và rằng Quân đội Jordan đã đồng ý hỗ trợ họ trong cuộc chiến kịch liệt sau đó.
Đêm ngày 21 tháng 3, Quân đội Israel tấn công Karameh với vũ khí hạng nặng, xe bọc thép và các máy bay chiến đấu. Fatah giữ được trận địa của mình, làm sửng sốt quân đội Israel. Khi các lực lượng Israel tăng cường chiến dịch, Quân đội Jordan bắt đầu tham chiến, khiến người Israel phải rút lui để tránh mở rộng cuộc xung đột. Tới cuối trận đánh, gần 150 tay súng của Fatah bị thiệt mạng, cũng như khoảng 20 binh sĩ Jordan và 28 binh sĩ Israel. Dù phía Ả Rập có tỷ lệ thiệt hại lớn hơn, Fatah tự coi mình là bên chiến thắng bởi sự rút lui nhanh chóng của quân đội Israel. Chính Arafat cũng có mặt trên trận địa, nhưng những chi tiết về sự tham gia của ông không rõ ràng. Tuy nhiên, các đồng minh của ông - cũng như tình báo Israel – xác nhận rằng ông đã hối thúc các chiến binh của mình trong suốt trận đánh để giữ vững vị trí và tiếp tục chiến đấu.
Trận đánh đã được tạp chí Time tường thuật chi tiết, và khuôn mặt của Arafat xuất hiện trên trang bìa ấn bản của tạp chí này ngày 13 tháng 12 năm 1968, khiến lần đầu tiên hình ảnh của ông xuất hiện trước thế giới. Giữa môi trường thời hậu chiến, các mô tả về Arafat và Fatah xuất hiện dày đặc nhờ thời điểm mang tính bước ngoặt này, và ông trở thành được coi như một anh hùng dân tộc người đã dám đối đầu với Israel. Với sự ca ngợi trên khắp thế giới Ả Rập, số hỗ trợ tài chính tăng lên nhanh chóng, và vũ khí cùng trang bị của Fatah đã được cải thiện. Con số nhân lực của nhóm tăng lên khi nhiều thanh niên Ả Rập, gồm cả hàng nghìn người không phải người Palestine, gia nhập vào Fatah.
Khi Hội đồng Quốc gia Palestine nhóm họp tại Cairo ngày 3 tháng 2 năm 1969, Yahya Hammuda lùi bước từ chức chủ tịch PLO, và Arafat lên thay thế. Ông trở thành Tổng tư lệnh Các lực lượng Cách mạng Palestine hai năm sau đó, và vào năm 1973, trở thành lãnh đạo phái chính trị của PLO.

## Jordan

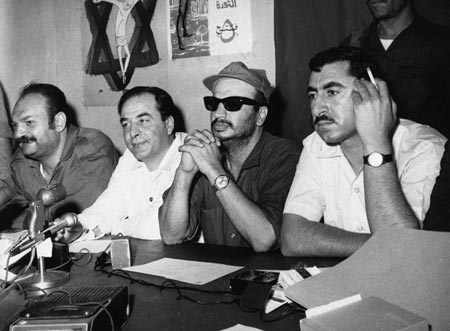
Arafat với lãnh đạo Mặt trận Dân chủ vì sự Giải phóng Palestine, Nayef Hawatmeh và tác giả người Palestine Kamal Nasser tại cuộc họp báo ở Amman, 1970

Cuối thập niên 1960, căng thẳng giữa người Palestine và chính phủ Jordan tăng lên mạnh mẽ; những yếu tố khởi nghĩa vũ trang Ả Rập đã tạo lập một "nhà nước bên trong nhà nước" mạnh ở Jordan, cuối cùng kiểm soát nhiều vị trí chiến lược bên trong nước này. Sau thắng lợi của họ trong Trận Karameh, Fatah và các nhóm du kích Palestine khác bắt đầu kiểm soát đời sống dân sự tại Jordan. Họ lập ra các chốt gác trên đường, công khai làm nhục lực lượng cảnh sát Jordan, quấy nhiễu phụ nữ và đánh những khoản thuế bất hợp pháp - tất cả chúng đều được Arafat bỏ qua hay tảng lờ. Vua Hussein coi đây là một mối đe doạ đang gia tăng với chủ quyền và an ninh của vương quốc, và tìm cách giải giáp quân du kích. Tuy nhiên, để tránh đối đầu quân sự với các lực lượng đối lập Hussein đã thải hồi nhiều quan chức chống PLO trong nội các của mình, gồm cả một số thành viên trong chính gia đình ông, và mời Arafat trở thành Thủ tướng Jordan. Arafat từ chối, nêu ra niềm tin của ông về sự cần thiết của một nhà nước Palestine với quyền lãnh đạo của người Palestine.
Dù có sự can thiệp của Hussein, các hành động du kích tại Jordan vẫn tiếp diễn. Ngày 15 tháng 9 năm 1970, PFLP cướp năm chiếc máy bay và cho ba chiếc hạ cánh tại Sân bay Dawson, nằm cách 30 dặm (48 km) phía đông Amman. Sau khi các hành khách đã được chuyển tới nơi khác, ba chiếc máy bay nổ tung. Điều này đã làm ảnh hưởng tới hình ảnh của Arafat ở nhiều nước phương tây gồm cả Hoa Kỳ, những người gán cho ông chịu trách nhiệm kiểm soát các phe nhóm thuộc PLO. Arafat, trước sức ép từ các chính phủ Ả Rập, công khai lên án các vụ không tặc và ngừng bất kỳ hoạt động du kích nào của PFLP trong vài tuần. (Ông cũng đã có hành động tương tự sau khi PFLP tấn công Sân bay Athens.) Chính phủ Jordan quyết tâm giành lại sự kiểm soát lãnh thổ của mình, và vào ngày hôm sau, Vua Hussein tuyên bố thiết quân luật. Cùng ngày hôm ấy, Arafat trở thành tư lệnh tối cao của PLA.

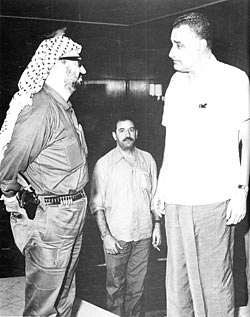
Arafat và Abu Jihad gặp Gamal Abdel Nasser ngay khi tới Cairo để tham dự hội nghị thượng đỉnh khẩn cấp đầu tiên của Liên đoàn Ả Rập năm, 1970

Khi xung đột leo thang, các chính phủ Ả Rập khắc tìm cách đàm phán một giải pháp hoà bình. Như một phần của nỗ lực này, Gamal Abdel Nasser đã tổ chức Hội nghị Thượng đỉnh Liên đoàn Ả Rập tại Cairo ngày 21 tháng 9. Bài diễn văn của Arafat đã giành được thiện cảm từ các lãnh đạo Ả Rập tham dự. Các lãnh đạo quốc gia khác cùng chống lại Hussein, trong số đó có Muammar al-Gaddafi, người chế giễu ông và người cha bị tâm thần phân liệt của ông là Vua Talal. Nỗ lực thành lập một thoả thuận hoà bình giữa hai bên không thể thành công. Nasser chết vì một vụ đau tim vài giờ sau hội nghị thượng đỉnh.
Tới ngày 25 tháng 9, quân đội Jordan đã giành được ưu thế, và hai ngày hôm sau Arafat và Hussein đồng ý một lệnh ngừng bắn tại Amman. Quân đội Jordan đã khiến người Palestine phải chịu thiệt hại nặng nề - gồm cả thường dân - với xấp xỉ 3,500 thương vong. Sau khi có những vụ vi phạm liên tục với lệnh ngừng bắn từ cả PLO và Quân đội Jordan, Arafat kêu gọi lật đổ Vua Hussein. Trước mối đe doạ, tháng 6 năm 1971, Hussein ra lệnh cho các lực lượng của mình tống khứ tất cả các chiến binh Palestine còn lại ở phía bắc Jordan - và họ đã hoàn thành nhiệm vụ này. Arafat và một số lực lượng của mình, gồm cả hai sĩ quan cao cấp, Abu Iyad và Abu Jihad, bị buộc rút về góc phía bắc của Jordan. Họ tái lập tại thị trấn Jerash, gần biên giới với Syria. Với sự giúp đỡ của Munib Masri, một thành viên nội các Jordan ủng hộ Palestine, và Fahd al-Khomeimi, đại sứ Ả Rập Xê Út tại Jordan, Arafat tìm cách vào được Syria với gần 2000 chiến binh của mình. Tuy nhiên, vì quan hệ thù địch giữa Arafat và Tổng thống Syria Hafez al-Assad (người trước đó đã lật đổ Salah Jadid), các chiến binh Palestin đã vượt biên giới vào Liban để gia nhập các lực lượng PLO tại nước này, nơi họ thành lập trụ sở mới.

## Liban

### Chủ nghĩa khủng bố trong thập niên 1970 và sự công nhận chính thức

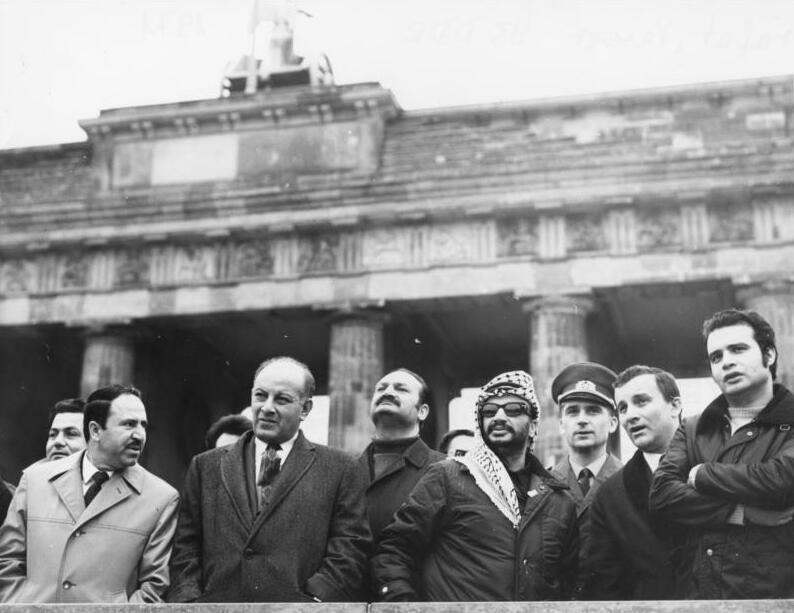
Yasser Arafat thăm Đông Đức năm 1971; hậu cảnh: Cổng Brandenburg

Vì Liban có một chính phủ trung ương yếu ớt, PLO đã có thể hoạt động công khai như một nhà nước độc lập. Trong thời gian này ở thập niên 1970, nhiều nhóm PLO cánh tả đã cầm lấy vũ khí chống lại Israel, tiến hành nhiều vụ tấn công vào thường dân cũng như các mục tiêu quân sự bên trong và bên ngoài Israel.
Hai vụ việc chính diễn ra năm 1972. Nhóm trực thuộc của Fatah Tháng 9 Đen đã không tặc chuyến bay Sabena trên đường tới Viên và buộc nó hạ cánh tại Sân bay Quốc tế Ben Gurion ở Lod, Israel. PFLP và Hồng quân Nhật Bản tiến hành một vụ bắn giết cũng tại sân bay đó, giết hại 24 thường dân. Israel sau này tuyên bố rằng vụ ám sát người phát ngôn của PFLP Ghassan Kanafani là một sự trả đũa với việc PFLP dính líu trong việc sắp đặt vụ tấn công đó. Hai ngày sau, nhiều phe nhóm của PLO trả thù bằng vụ đánh bom vào bến xe bus, làm thiệt mạng 11 dân thường.
Tại Olympic Munich, Tháng 9 Đen đã bắt giữ và giết hại 11 vận động viên Israel. Một số nguồn tin, gồm cả Mohammed Oudeh (Abu Daoud), một trong những kẻ sắp đặt vụ thảm sát Munich, và Benny Morris, một nhà sử học nổi tiếng của Israel, đã nói rằng Tháng 9 Đen là một nhánh vũ trang của Fatah được dùng cho các chiến dịch bán vũ trang. Theo cuốn sách của Abu Daoud năm 1999, "Arafat đã được thông báo về những kế hoạch cho vụ bắt giữ con tin ở Munich." Những vụ giết hại bị thế giới lên án. Năm 1973–74, Arafat đóng cửa Tháng 9 Đen, ra lệnh cho PLO rút khỏi các hành động bạo lực bên ngoài Israel, Bờ Tây và Dải Gaza.
Năm 1974, PNC thông qua Chương trình Mười Điểm (do Arafat và các cố vấn của ông thảo ra), và đề nghị một sự hoà giải với người Israel. Nó kêu gọi một chính quyền quốc gia Palestine với mọi phần của "lãnh thổ Palestine đã được giải phóng", ám chỉ tới các khu vực bị các lực lượng Ả Rập chiếm trong cuộc Chiến tranh Ả Rập-Israel năm 1948 (Bờ Tây và Đông Jerusalem và Dải Gaza hiện nay). Điều này đã làm nhiều phe nhóm trong PLO bất bình: PFLP, DFLP và các đảng khác thành lập một tổ chức ly khai, Mặt trận Bác bỏ.
Israel và Hoa Kỳ cũng đã cho rằng Arafat dình líu tới những vụ ám sát ngoại giao Khartoum năm 1973, trong đó năm nhà ngoại giao và năm người khác đã bị giết hại. Một tài liệu năm 1973 của Bộ Ngoại giao Hoa Kỳ được giải mật năm 2006, kết luận "Chiến dịch Khartoum operation được lên kế hoạch và thực hiện với sự hiểu biết hoàn toàn và sự chấp thuận cá nhân của Yasser Arafat." Arafat bác bỏ bất kỳ sự tham gia nào vào chiến dịch và nhấn mạnh rằng nó được nhóm Tháng 9 Đen thực hiện độc lập. Israel tuyên bố rằng Arafat có quyền kiểm soát hoàn toàn với các tổ chức này và vì thế vẫn chưa từ bỏ chủ nghĩa khủng bố.
Cũng trong năm 1974, PLO được tuyên bố là "đại diện hợp pháp duy nhất của người Palestine" và được chấp nhận tư cách thành viên đầy đủ trong Liên đoàn Ả Rập tại Hội nghị Thượng đỉnh Rabat. Arafat trở thành đại diện đầu tiên của một tổ chức phi chính phủ phát biểu trước phiên họp toàn thể của Đại hội đồng Liên hiệp quốc. Arafat cũng là lãnh đạo đầu tiên phát biểu trước Liên hiệp quốc khi có đeo bao súng, dù bên trong không có khẩu súng nào. Trong bài phát biểu của ông tại Liên hiệp quốc, Arafat lên án Chủ nghĩa phục quốc Zion, nhưng nói, "Hôm nay tôi tới mang theo một cành ôliu và một khẩu súng của người chiến binh tự do. Hãy đừng để cành ôliu rơi khỏi tay tôi." Bài phát biểu của ông đã làm gia tăng thiện cảm của quốc tế với lý tưởng của người dân Palestine.

### Sự tham gia của Fatah trong Nội chiến Liban

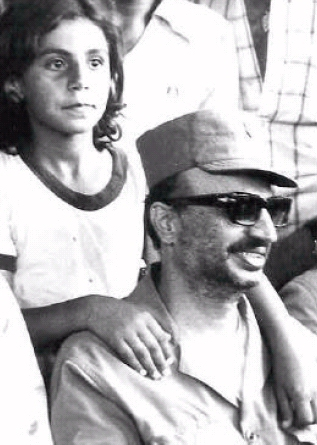
Arafat tại trại tị nạn Palestine ở Miền nam Liban, 1978

Dù ban đầu do dự trong việc tham gia vào cuộc xung đột, Arafat và Fatah đã đóng vai trò quan trọng trong cuộc Nội chiến Liban. Đầu hàng trước áp lực từ các tiểu nhóm của PLO như PFLP, DFLP và Mặt trận Giải phóng Palestine (PLF), Arafat đưa PLO liên kết với những người Cộng sản và những người theo chủ nghĩa Nasser Phong trào Quốc gia Liban (LNM). LNM nằm dưới sự lãnh đạo của Kamal Jumblatt, người có mối quan hệ thân mật với Arafat và các lãnh đạo PLO khác. Dù ban đầu liên kết với Fatah, Tổng thống Syria Hafez al-Assad sợ sẽ mất ảnh hưởng ở Liban và thay đổi liên minh. Ông gửi quân đội, cùng với các phe nhóm Palestine do Syria hậu thuẫn là as-Sa'iqa và Mặt trận Nhân dân vì sự Giải phóng Palestine - Bộ Chỉ huy (PFLP-GC) dưới sự chỉ huy của Ahmad Jibril chiến đấu cùng các lực lượng Thiên chúa giáo cánh hữu chống lại PLO và LNM. Các thành phần chủ yếu trong mặt trận Thiên chúa giáo là những người Maronite Phalangist trung thành với Bachir Gemayel và các Tigers Militia —dưới sự lãnh đạo của Dany Chamoun, một người con trai của cựu Tổng thống Camille Chamoun.
Tháng 2 năm 1975, Tigers bắn một thành viên quốc hội người Liban quan trọng ủng hộ Palestine, Ma'arouf Sa'ad, người thành lập Tổ chức Nhân dân Nasserite. Cái chết của ông, vì những vết thương, trong tháng sau đó, và vụ giết hại vào tháng 4 cùng năm 27 người Palestine và Liban đang đi xe bus từ Sabra và Shatila tới trại tị nạn Tel al-Zaatar của các lực lượng Phalangist, càng thúc đẩy cuộc Nội chiến Liban. Arafat lưỡng lự trong việc trả đũa bằng vũ lực, nhưng nhiều thành viên Fatah và PLO khác không cảm thấy như vậy. Ví dụ, DFLP đã tiến hành nhiều vụ tấn công vào Quân đội Liban. Năm 1976, một liên minh các du kích Thiên chúa giáo với sự hỗ trợ của người Liban và Quân đội Syria bao vây trại Tel al-Zaatar ở phía đông Beirut. PLO và LNM trả đũa bằng cách tấn công vào thị trấn Damour, một cứ điểm của Phalangist. Hơn 330 người đã bị giết hại và nhiều người hơn thế bị thương. Trại tị nạn Tel al-Zaatar rơi vào tay những người Thiên chúa giáo sau sáu tháng bao vây, và một vụ thảm sát diễn ra trong đó hàng nghìn người Palestine bị giết hại. Arafat và Abu Jihad lên án lẫn nhau vì đã không tổ chức thành công một vụ giải cứu.
Những vụ tấn công qua biên giới của PLO vào Israel tăng lên hồi cuối thập niên 1970. Một trong những vụ nghiêm trọng nhất, được gọi là Thảm sát con đường ven biển, diễn ra ngày 11 tháng 3 năm 1978. Một lực lượng gần một chục chiến binh Fatah đã đáp xuồng vào gần một con đường quan trọng ven biển nối thành phố Haifa với Tel Aviv-Yafo. Tại đó họ bắt cóc một chiếc xe bus và bắn bừa bãi vào trong xe và vào các phương tiện đi ngang qua, giết hại 37 thường dân. Để trả đũa, ba ngày hôm sau Quân đội Israel tung ra Chiến dịch Litani với mục tiêu chiếm quyền kiểm soát miền nam Liban tới tận Sông Litani. IDF đã hoàn thành mục tiêu này và Arafat rút các lực lượng PLO về phía bắc tới Beirut.
Sau khi Israel rút khỏi Liban, tình trạng thù địch xuyên biên giới giữa các lực lượng PLO và Israel lại tiếp diễn, dù từ tháng 8 năm 1981 tới tháng 5 năm 1982, PLO đã đơn phương thông qua chính sách hạn chế trả đũa với những khiêu khích. Cuộc xâm lược năm 1982 của Israel, theo một số nguồn, được thiết kế để tiêu diệt những nguyện vọng về một nhà nước Palestine bằng cách loại bỏ những lực lượng của nó khỏi sự gần gũi với Bờ Tây. Tuy nhiên, cuộc xâm lược của Israel chỉ có thể được miêu tả dễ dàng như một nỗ lực của Israel nhằm chấm dứt nhiều năm bắn pháo, thâm nhập và giết hại thường dân Israel của những kẻ tấn công PLO từ Liban. Beirut nhanh chóng bị bao vây và bị Quân đội Israel bắn phá; Arafat tuyên bố thành phố là "Hà Nội và Stalingrad của quân đội Israel." Giai đoạn đầu tiên của cuộc Nội chiến chấm dứt và Arafat —người từng chỉ huy các lực lượng Fatah tại Tel al-Zaatar— đã may mắn thoát được với sự giúp đỡ từ các nhà ngoại giao Ả Rập Xê Út và Kuwait. Tới cuối cuộc bao vây, các chính phủ Hoa Kỳ và châu Âu làm trung gian một thoả thuận đảm bảo sự đi lại an toàn cho Arafat và PLO — được canh gác bởi một lực lượng đa quốc gia gồm tám trăm lính thủy đánh bộ Mỹ được Hải quân Mỹ hỗ trợ — để sang lưu vong tại Tunis.
Arafat quay trở lại Liban một năm sau khi bị trục xuất khỏi Beirut, lần này trú ẩn tại thành phố phía bắc Tripoli. Lần này Arafat bị trục xuất bởi một người bạn Palestine làm việc dưới Hafez al-Assad. Arafat không quay trở lại Liban sau sự trục xuất thứ hai của ông, nhưng nhiều chiến binh Fatah đã làm điều này.

## Tunisia
Arafat và trung tâm điều hành các hoạt động của Fatah đóng trụ sở tại Tunis, thủ đô của Tunisia, cho tới năm 1993. Năm 1985 ông đã thoát chết trong gang tấc trước một âm mưu ám sát của Israel khi những chiếc F-15 của Không quân Israel ném bom các trụ sở của ông tại đó trong một phần của Chiến dịch Chân Gỗ, làm 73 người chết. Arafat đã đi ra ngoài chạy bộ vào sáng hôm đó.

### Phong trào Intifada lần thứ nhất
Trong thập niên 1980, Arafat đã nhận được hỗ trợ tài chính từ Libya, Iraq và Ả Rập Xê Út, cho phép ông tái thiết tổ chức PLO đã bị tấn công mạnh mẽ. Điều này đặc biệt hữu ích trong Phong trào Intifada lần thứ nhất tháng 12 năm 1987, vốn bắt đầu như một cuộc nổi dậy của thanh niên Palestine chống lại sự chiếm đóng của Israel tại Bờ Tây và Dải Gaza. Từ Intifada trong tiếng Ả Rập dịch nghĩa là "rung động", tuy nhiên, nó thường được định nghĩa như một cuộc khởi nghĩa hay nổi dậy.
Giai đoạn đầu của phong trào Intifada là một sự phản ứng trước một vụ việc tại chốt gác Erez nơi xe quân đội Israel đâm vào một nhóm người lao động Palestine, làm thiệt mạng bốn người. Tuy nhiên, trong vòng vài tuần, đặc biệt bởi những yêu cầu liên tục của Abu Jihad, Arafat đã cố gắng lãnh đạo cuộc nổi dậy, kéo dài tới tận năm 1992–93. Abu Jihad trước đó đã được chỉ định chịu trách nhiệm về các lãnh thổ Palestine bên trong bộ chỉ huy PLO và theo nhà tiểu sử Said Aburish, có "trình độ đáng kể về các điều kiện địa phương" bên trong các lãnh thổ bị Israel chiếm đóng. Ngày 16 tháng 4 năm 1988, khi phong trào Intifada đang phát triển dữ dội, Abu Jihad đã bị ám sát trong ngôi nhà của mình tại Tunis household, bị cho là bởi một đội biệt kích của Israel gây ra. Arafat coi Abu Jihad là một đối trọng của PLO với giới lãnh đạo Palestine địa phương, và đã thực hiện một lễ tang lớn cho ông tại Damascus.
Chiến thuật thường được người Palestine sử dụng nhất trong phong trào Intifada là ném đá vào các xe tăng của Quân đội Israel, đây đã trở thành một biểu tượng của cuộc nổi dậy. Giới lãnh đạo địa phương tại một số thị trấn Bờ Tây đã tiến hành một số cuộc phản kháng phi bạo lực chống lại sự chiếm đóng của Israel bằng cách tham gia vào cuộc kháng chiến thuế và các cuộc tẩy chay khác. Israel đáp trả bằng cách tịch thu nhiều khoản tiền lớn trong các cuộc vây ráp từng căn nhà. Khi phong trào Intifada sắp lên tới đỉnh điểm, các nhóm vũ trang Palestine mới —đặc biệt là Hamas và Hồi giáo Jihad Palestine (PIJ)— bắt đầu nhắm vào các thường dân Israel với chiến thuật đánh bom tự sát mới và những cuộc bắn giết lẫn nhau trong nội bộ người Palestine cũng gia tăng nhanh chóng.

### Thay đổi định hướng
Ngày 15 tháng 11 năm 1988, PLO tuyên bố Nhà nước Palestine độc lập. Dù thường bị buộc tội liên kết với chủ nghĩa khủng bố, trong những bài phát biểu ngày 13 và 14 tháng 12 Arafat đã chấp nhận Nghị quyết số 242 của Hội đồng Bảo an Liên hiệp quốc, quyền của Israel "tồn tại trong hoà bình và an ninh" và từ bỏ 'chủ nghĩa khủng bố ở mọi hình thức, gồm cả chủ nghĩa khủng bố nhà nước'. Những tuyên bố của Arafat nhận được sự đồng thuận của chính quyền Mỹ, vốn từ lâu đã nhấn mạnh trên những tuyên bố đó, coi nó là một sự khởi đầu cần thiết cho những cuộc đàm phán chính thức giữa Mỹ và PLO. Những tuyên bố này của Arafat đã đánh dấu sự dịch chuyển khỏi một trong những mục tiêu hàng đầu của PLO - tiêu diệt Israel (như đã được ghi trong Hiệp định Nhà nước Palestine)– và hướng tới sự thành lập hai thực thể riêng biệt: một nhà nước Israel bên trong các đường đình chiến năm 1949, và một nhà nước Ả Rập ở Bờ Tây và Dải Gaza. Ngày 2 tháng 4 năm 1989, Arafat được Hội đồng Trung ương của Hội đồng Quốc gia Palestine, cơ quan điều hành của PLO, bầu làm tổng thống của nhà nước Palestine đã được tuyên bố.
Trước cuộc Chiến tranh Vùng Vịnh năm 1990–91, khi sự căng thẳng trong phong trào Intifada bắt đầu giảm xuống, Arafat ủng hộ hành động xâm lược Kuwait của Saddam Hussein và phản đối cuộc tấn công của Liên quân do Mỹ dẫn đầu vào Iraq. Ông đã đưa ra quyết định này mà không tham khảo các lãnh đạo khác của Fatah và PLO. Cố vấn hàng đầu của Arafat, Abu Iyad muốn đứng trung lập và phản đối một liên minh với Saddam; Ngày 17 tháng 1 năm 1991, Abu Iyad đã bị Tổ chức Abu Nidal ủng hộ Iraq ám sát. Quyết định của Arafat cũng làm tồi tệ thêm mối quan hệ với Ai Cập và nhiều quốc gia giàu dầu mỏ khác đang ủng hộ liên quân do Mỹ dẫn đầu. Nhiều người ở Mỹ cũng coi lập trường của Arafat là một lý do để bác bỏ các tuyên bố của ông về việc trở thành một đối tác vì hoà bình. Sau khi những hành động thù địch chấm dứt, nhiều quốc gia Ả Rập ủng hộ liên quân đã cắt bỏ các khoản viện trợ cho PLO và bắt đầu hỗ trợ cho tổ chức đối địch của nó là Hamas cũng như các nhóm hồi giáo khác.
Năm 1990, Arafat cưới Suha Tawil, một người Palestine theo Thiên chúa giáo khi ông đã 61 và Suha 27 tuổi. Trước lễ cưới của họ, bà đang làm thư ký cho Arafat tại Tunis sau khi mẹ của bà đã giới thiệu bà cho Arafat tại Pháp. Trước đám cưới của Arafat, ông đã nhận năm mươi trẻ mồ côi Palestine do chiến tranh làm con nuôi.
Arafat đã may mắn thoát chết một lần nữa ngày 7 tháng 4 năm 1992, khi chiếc máy bay của ông lao xuống đất tại Sa mạc Libya trong một trận bão cát. Hai phi công và một kỹ sư thiệt mạng; Arafat bị thâm tím và bị sốc.

## Chính quyền Palestine và các cuộc đàm phán hoà bình

### Hiệp định Oslo

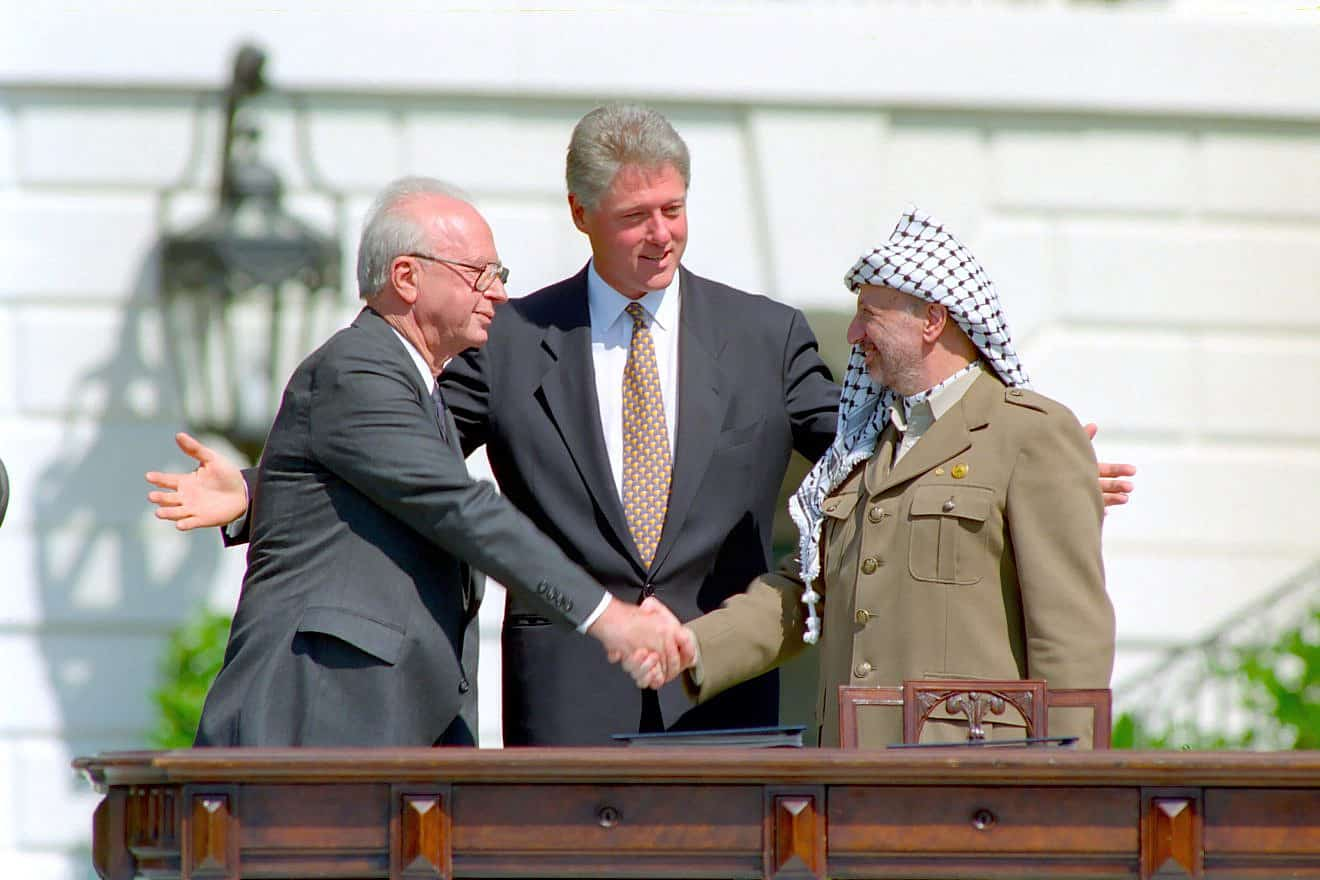
Yitzhak Rabin, Bill Clinton, và Arafat trong thời gian đàm phán Hiệp định Oslo ngày 13 tháng 9 năm 1993.

Đầu thập niên 1990, Arafat và các lãnh đạo hàng đầu khác của Fatah tham gia vào một loạt các cuộc đàm phán bí mật với chính phủ Israel dẫn tới Hiệp định Oslo năm 1993. Thoả thuận kêu gọi việc áp dụng sự tự quản của người Palestine tại một số phần ở Bờ Tây và Dải Gaza trong giai đoạn năm năm, cùng với một sự ngừng ngay lập tức và dần loại bỏ những khu định cư của Israel tại các khu vực đó. Hiệp định kêu gọi việc thành lập một lực lượng cảnh sát Palestine được tuyển mộ từ người dân địa phương và người Palestine ở nước ngoài, để kiểm soát các vùng tự quản. Quyền lực với nhiều lĩnh vực quản lý, gồm cả giáo dục và văn hoá an sinh xã hội, thuế trực tiếp và du lịch, sẽ được trao cho chính phủ lâm thời Palestine. Cả hai bên đồng ý về việc hình thành một uỷ ban sẽ thiết lập sự hợp tác và phối hợp với các vấn đề kinh tế riêng biệt, gồm cả các cơ sở, công nghiệp, thương mại và viễn thông.
Trước khi ký hiệp định, Arafat —với tư cách chủ tịch PLO và là đại diện chính thức của nó- đã ký hai lá thư từ bỏ bạo lực và chính thức công nhận Israel. Đổi lại, Thủ tướng Yitzhak Rabin, thay mặt cho Israel, chính thức công nhận PLO.
Năm sau đó, Arafat và Rabin đã được trao Giải Nobel Hoà bình, cùng với Shimon Peres. Phản ứng của người Palestine khá khác biệt. Mặt trận Cự tuyệt của PLO liên kết mình với những người Hồi giáo trong một mặt trận đối lập chung chống lại các thoả thuận. Hiệp định cũng bị người tị nạn Palestine tại Liban, Syria, và Jordan cũng như nhiều trí thức Palestine khác và giới lãnh đạo chính quyền địa phương Palestine phản đối. Tuy nhiên, những người dân tại các vùng lãnh thổ nói chung chấp nhận thoả thuận và lời hứa của Arafat về hoà bình và thịnh vượng kinh tế.

### Thành lập chính quyền tại các vùng lãnh thổ
Theo các điều khoản của Hiệp định Oslo, Arafat được yêu cầu thiết lập chính quyền PLO tại Bờ Tây và Dải Gaza. Ông nhấn mạnh rằng sự hỗ trợ tài chính là tối cần thiết cho việc thành lập chính quyền này và là cần thiết để đảm bảo sự chấp nhận các thoả thuận của người Palestine sinh sống tại những vùng đất đó. Tuy nhiên, các quốc gia Ả Rập Vùng Vịnh Péc xích vốn thường là những nhà tài trợ của Arafat đã từ chối cung cấp cho PLO và ông ta bất kỳ khoản tiền lớn nào bởi tình cảm của ông với Iraq trong cuộc Chiến tranh Vùng Vịnh năm 1991. Ahmed Qurei —một nhà thương thuyết hàng đầu của Fatah trong những cuộc đàm phán tại Oslo— đã công khai thông báo rằng PLO đang ở tình trạng phá sản.
Năm 1994, Arafat rời tới Thành phố Gaza, một trong những vùng đất do Chính quyền Quốc gia Palestine (PNA) —thực thể lâm thời được tạo lập theo hiệp định Oslo- quản lý. Arafat trở thành Tổng thống và Thủ tướng của PNA, Tổng tư lệnh Quân đội Giải phóng Palestine (PLA) và Người phát ngôn của Hội đồng Lập pháp Palestin (PLC). Tháng 7, sau khi PNA được tuyên bố là chính phủ chính thức của người Palestine, Luật Căn bản của Chính quyền Quốc gia Palestine được PLO công bố, trong ba phiên bản khác nhau. Arafat bắt đầu xây dựng một cơ cấu cho PNA. Ông thành lập một hội đồng hành pháp hay nội các gồm hai mươi thành viên. Arafat cũng có quyền tự do thay thế và chỉ định các thị trưởng và các hội đồng thành phố tại các thành phố lớn như Gaza và Nablus. Ông bắt đầu sáp nhập các tổ chức phi chính phủ hoạt động trong các lĩnh vực giáo dục, y tế, và an sinh xã hội dưới chính quyền mình bằng cách thay thế các lãnh đạo và giám đốc được bầu ra bằng các quan chức Chính quyền Quốc gia Palestine trung thành với mình. Sau đó ông tự chỉ định mình là chủ tịch tổ chức tài chính Palestine đã được Ngân hàng Thế giới thành lập để kiểm soát hầu hết các khoản viện trợ tài chính cho thực thể Palestine mới.
Arafat đã thành lập một lực lượng cảnh sát Palestine, với tên gọi Lực lượng An ninh Ngăn chặn (PSS), bắt đầu hoạt động ngày 13 tháng 5. Nó chủ yếu gồm các binh sĩ PLA và những người Palestine tình nguyện ở nước ngoài. Arafat chỉ định Mohammed Dahlan và Jibril Rajoub lãnh đạo tổ chức này. Ân xá Quốc tế đã cáo buộc Arafat và giới lãnh đạo PNA vì đã không điều tra một cách thích đáng các vụ lạm dụng do PSS gây ra (gồm cả tra tấn và giết hại trái pháp luật) các đối thủ chính trị và những người bất đồng cũng như những vụ bắt giữ các nhà hoạt động nhân quyền.
Ngày 24 tháng 7 năm 1995, vợ của Arafat là Suha đã sinh một bé gái tại Sorbonne, Pháp. Cô bé được đặt tên là Zahwa theo tên người mẹ đã mất của Arafat.
Trong suốt tháng 11, 12 năm 1995, Arafat đã đi tới hàng chục thành phố và thị trấn Palestine đã bị các lực lượng Israel di tản, gồm cả Jenin, Ramallah, al-Bireh, Nablus, Qalqilyah và Tulkarm, tuyên bố chúng đã được "giải phóng". PNA cũng giành được quyền kiểm soát dịch vụ bưu chính trong giai đoạn này. Ngày 20 tháng 1 năm 1996, Arafat được bầu làm tổng thống PNA, với đa số 88.2% (ứng cử viên duy nhất khác là nhà tổ chức từ thiện Samiha Khalil). Tuy nhiên, bởi Hamas, DFLP và các phong trào đối lập nhân dân khác lựa chọn tẩy chay cuộc bầu cử tổng thống, những lựa chọn đã bị hạn chế. Thắng lợi lớn của Arafat đã đảm bảo cho Fatah 51 trong tổng số 88 ghế trong PLC. Sau khi Arafat được bầu vào chức Tổng thống PNA, ông thường được gọi là Ra'is, (dịch nghĩa là Tổng thống trong tiếng Ả Rập), dù ông tự gọi mình là "tướng quân".
Năm 1997, PLC cáo buộc nhánh hành pháp của PNA quản lý tài chính sai lệch dẫn đến sự từ chức của bốn thành viên trong nội các của Arafat. Arafat đã từ chối từ chức.

### Các thoả thuận hoà bình khác

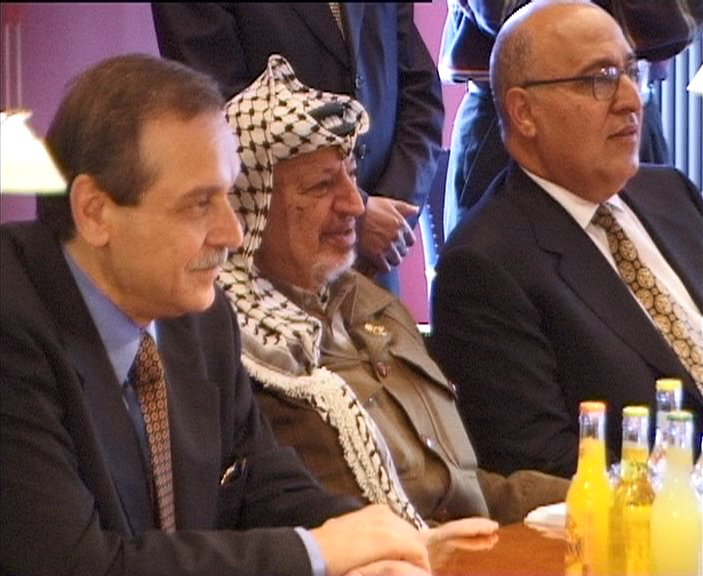
Arafat với các thành viên nội các PNA trong một cuộc họp tại Copenhagen, 1999

Giữa năm 1996, Benjamin Netanyahu được bầu làm Thủ tướng Israel với chênh lệch chỉ một phần trăm. Quan hệ Palestine-Israel thậm chí còn trở nên căng thẳng hơn do hậu quả của một cuộc xung đột tiếp diễn. Dù có thoả thuận Israel-PLO, Netanyahu phản đối ý tưởng về nhà nước Palestine. Năm 1998, Tổng thống Hoa Kỳ Bill Clinton đã thuyết phục hai nhà lãnh đạo gặp gỡ. Kết quả là Bản ghi nhớ Sông Wye vạch ra chi tiết các bước sẽ được chính phủ Israel và PNA tiến hành để hoàn thành quá trình hoà bình.

Arafat với Ehud Barak và Bill Clinton tại Hội nghị Thượng đỉnh Trại David, 2000

Arafat tiếp tục những cuộc đàm phán với người kế vị Netanyahu là Ehud Barak, tại Hội nghị Thượng đỉnh Trại David tháng 7 năm 2000. Một phần bởi quan điểm chính trị của riêng mình (Barak thuộc Công Đảng cánh tả, trong khi Netanyahu thuộc Đảng Likud cánh hữu) và một phần bởi sự thúc bách thoả hiệp của Tổng thống Clinton, Barak đã đề xuất với Arafat về một nhà nước Palestine ở 73% lãnh thổ Bờ Tây và Dải Gaza. Phần trăm chủ quyền của Palestien sẽ được mở rộng lên 91% (94% ngoại trừ Jerusalem) trong một thời hạn mười tới hai mươi năm. Đổi lại là việc chiếm giữ những khu vực ở Bờ Tây nơi có những khu định cư chính của Israel, Barak đề xuất khu vực tương tự ở sa mạc Negev của Israel. Cũng bao gồm trong đề xuất là việc quay trở lại của một số lượng nhỏ người tị nạn và khoản bồi thường cho những người không được phép quay về. Arafat bác bỏ đề xuất của Barak và từ chối thực hiện một đề xuất đổi lại ngay lập tức. Ông nói với Tổng thống Clinton rằng, "nhà lãnh đạo Ả Rập người nhượng lại Jerusalem vẫn còn chưa sinh". Động thái này đã bị thậm chí cả một thành viên trong phái đoàn đàm phán và nội các của ông là Nabil Amr chỉ trích.

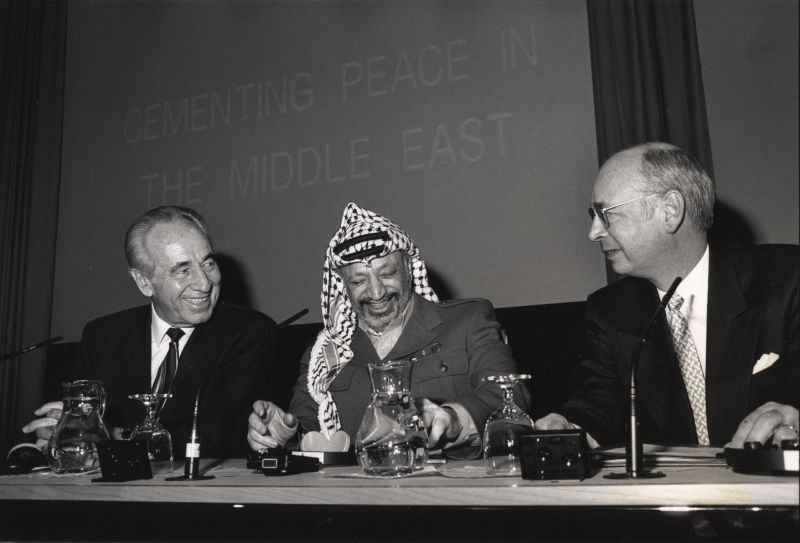
Cuộc họp thường niên của Diễn đàn Kinh tế Thế giới 1996 – Peres, Arafat & Schwab.

Những cuộc đàm phán tiếp tục diễn ra tại Hội nghị Thượng đỉnh Taba tháng 1 năm 2001; lần này, Ehud Barak đã rút khỏi các cuộc đàm phán để thực hiện chiến dịch tranh cử tại Israel. Tháng 10 và tháng 12 năm 2001, những cuộc đánh bom tự sát của các nhóm du kích Palestine đã gia tăng và những cuộc phản kích của Israel cũng tăng thêm, gây ra sự bùng phát của phong trào Intifada lần thứ hai. Sau thắng lợi bầu cử của Ariel Sharon vào tháng 2, tiến trình hoà bình đã có một bước thụt lùi. Cuộc bầu cử của Palestine dự định vào tháng 1 năm 2002 đã bị trì hoãn - lý do được đưa ra là việc không thể thực hiện tranh cử trong khi những điều kiện khẩn cấp đang được áp dụng bởi phong trào Intifada, cũng như những cuộc tấn công và các biện pháp hạn chế tự do di chuyển của quân đội Israel tại các lãnh thổ Palestine. Cũng trong tháng này, Sharon ra lệnh giam giữ Arafat tại trụ sở của ông tại Mukata'a ở Ramallah, sau một vụ đánh bom tự sát tại thành phố Hadera của Israel; Tổng thống Hoa Kỳ George W. Bush ủng hộ hành động của Sharon, tuyên bố rằng Arafat là "một vật cản với tiến trình hoà bình".

## Tồn tại chính trị

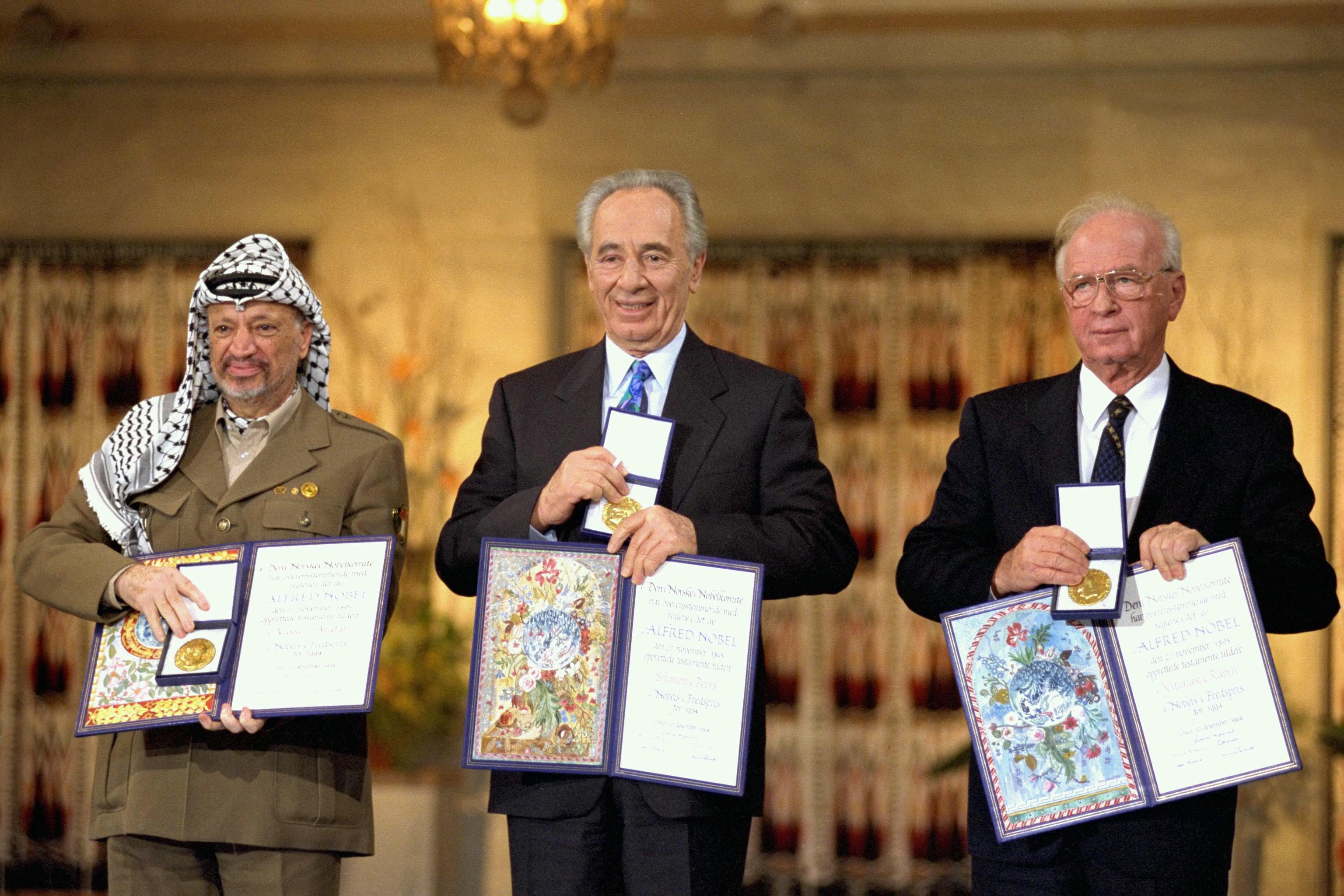
Ông Arafat nhận giải Nobel hòa bình

Cuộc sống cá nhân và chính trị lâu dài của Arafat được hầu hết các nhà bình luận phương Tây coi là một dấu hiệu chứng minh cho khả năng chiến tranh bất đối xứng và tài năng chiến thuật của ông, trong điều kiện không khí chính trị vô cùng nguy hiểm ở Trung Đông và tần số diễn ra những vụ ám sát. Một số nhà bình luận tin rằng khả năng tồn tại của ông phần lớn bởi sự lo ngại của Israel rằng ông có thể trở thành một người tử vì đạo cho lý tưởng của người Palestine nếu ông bị ám sát hay thậm chí chỉ bị Israel bắt giữ. Những người khác tin rằng Israel đã kiềm chế đưa ra hành động chống lại Arafat bởi họ lo ít lo ngại với ông hơn so với Hamas và các phong trào Hồi giáo khác đang giành được nhiều ảnh hưởng hơn so với Fatah. Sự phức tạp và mong manh của quan hệ giữa Hoa Kỳ, Israel, Ả Rập Xê Út và các quốc gia Ả Rập khác cũng góp phần vào sự tồn tại lâu dài với tư cách nhà lãnh đạo người dân Palestine của Arafat.
Israel đã tìm cách ám sát Arafat trong một số thời điểm, nhưng chưa bao giờ sử dụng những điệp viên của chính mình, thay vào đó "hướng" người Palestine tới mục tiêu dự định, thường bằng cách sử dụng việc hăm doạ. Theo Alan Hart, thứ Mossad ưa thích sử dụng là đầu độc. Theo Abu Iyad, hai vụ đã được lực lượng Mosaad và Ban giám đốc Quân đội thực hiện với mục tiêu là Arafat trong năm 1970. Năm 1976, Abu Sa'ed, một điệp viên/kẻ phản bội người Palestine đã làm việc được bốn năm cho Mosaad, đã tham gia vào một âm mưu bỏ các viên thuốc độc trông giống như gạo vào trong thức ăn của Arafat. Abu Iyad giải thích rằng Abu Sa'ed đã thú nhận sau khi anh ta nhận được lệnh tiếp tục thực hiện, giải thích rằng mình không thể thực hiện toàn bộ nhiệm vụ bởi, "Thứ nhất ông ta là một người Palestine và lương tâm của anh ta sẽ không cho phép anh ta làm như vậy."

### Quan hệ với Hamas và các nhóm du kích khác
Khả năng của Arafat trong việc biến đổi phù hợp với các tình thế chiến thuật và chính trị mới có lẽ đã được thử nghiệm với sự trỗi dậy của Hamas và các tổ chức Jihad Hồi giáo Palestine (PIJ), các nhóm Hồi giáo tán thành các chính sách loại bỏ đối với Israel. Các nhóm này thường đánh bom các mục tiêu phi quân sự, như các khu phố buôn bán và các rạp chiếu phim, để tăng ảnh hưởng tâm lý và thương vong với dân thường. Trong thập niên 1990, các nhóm này dường như đã đe doạ tới khả năng của Arafat trong việc giữ được một tổ chức quốc gia thống nhất với mục tiêu là một nhà nước. Họ có vẻ ở bên ngoài tầm ảnh hưởng và kiểm soát của Arafat, và chiến đấu kịch liệt với Fatah. Một số thông tin cho rằng những hành động của các nhóm này thường được Arafat khoan thứ như một biện pháp để gây sức ép với Israel.
Năm 2002, Liên đoàn Ả Rập đã có một đề xuất công nhận Israel để đổi lấy việc nước này rút quân khỏi toàn bộ các lãnh thổ đã chiếm đóng trong cuộc Chiến tranh Sáu Ngày và một nhà nước của người Palestien do PNA của Arafat quản lý. Ngay sau đó, một vụ tấn công do các chiến binh Hamas tiến hành đã làm thiệt mạng hai chín thường dân Israel đang ăn mừng Lễ quá hải gồm cả nhiều người nổi tiếng. Để trả đũa, Israel tung ra Chiến dịch Lá chắn Phòng thủ, một cuộc tấn công quân sự lớn vào các thành phố chính tại Bờ Tây.
Một số quan chức chính phủ Israel đã phát biểu vào năm 2002 rằng các nhóm vũ trang thuộc Fatah Các lữ đoàn Tử vì đạo al-Aqsa đã bắt đầu các cuộc tấn công vào Israel nhằm cạnh tranh với Hamas. Ngày 6 tháng 5, chính phủ Israel đã ra một báo cáo, dựa một phần trên các tài liệu thu được trong thời gian Israel chiếm đóng trụ sở của Arafat tại Ramallah, bao gồm nhiều bản copy các tài liệu do Arafat ký cho phép cung cấp tiền cho các hoạt động của các Lữ đoàn Tử vì đạo al-Aqsa.

### Những nỗ lực cách ly
Những nỗ lực liên tục của chính phủ Israel để xác định một nhà lãnh đạo Palestine khác đại diện cho nhân dân Palestine đã không thành công. Arafat nhận được sự ủng hộ của các nhóm, dù ông có hoạt động quá khứ của riêng mình, bình thường khá thận trọng trong việc tiếp xúc hay ủng hộ ông. Marwan Barghouti (một lãnh đạo của Lữ đoàn Tử vì đạo al-Aqsa) đã xuất hiện như một khả năng thay thế trong phong trào Intifada Lần thứ hai, nhưng Israel đã bắt giữ ông ta vì liên quan tới việc giết hại hai mươi sáu thường dân, và ông đã bị tuyên năm án tù chung thân.
Arafat cuối cùng đã được phép rời trụ sở của ông ngày 2 tháng 5 sau những cuộc đàm phán liên tục dẫn tới một giải pháp: sáu chiến binh PFLP —gồm cả tổng thư ký của tổ chức là Ahmad Sa'adat— bị Israel truy nã, người ẩn trốn cùng Arafat toà nhà trụ sở của ông, sẽ không bị chuyển giao cho Israel, nhưng thay vào đó sẽ bị PNA truy tố. Quả thực, một đội nhân viên an ninh liên hợp của Anh và Mỹ sẽ đảm bảo rằng những người bị truy nã sẽ bị giam giữ tại Jericho. (Những người này sau đó đã bị Israel bắt giữ trong một cuộc đột kích đêm vào nhà tù này năm 2006.) Với điều đó, và một lời hứa rằng ông sẽ theo đuổi một lời kêu gọi người Palestine ngừng các cuộc tấn công vào người dân Israel, Arafat đã được thả ra. Ông đã ra một lời kêu gọi như vậy ngày 8 tháng 5, nhưng như những nỗ lực trước đó, nó hầu như không được để ý tới. In 2003, Arafat ceded his post as Prime Minister to Mahmoud Abbas amid pressures by the US.
Năm 2004, Tổng thống Bush đã không còn coi Arafat là một đối tác đàm phán nữa, nói rằng ông ta đã "không thể là một người lãnh đạo" và cáo buộc ông cắt xén quyền lực của Abbas khi ông này đang làm thủ tướng (Abbas đã từ chức trong cùng năm ông được trao chức vụ này). Arafat có một mối quan hệ phức tạp với các lãnh đạo các quốc gia Ả Rập khác. Sự ủng hộ của họ với ông dường như đã gia tăng bất cứ khi nào ông bị Israel gây sức ép; ví dụ, khi Israel tuyên bố vào năm 2003 rằng họ đã ra quyết định, trên nguyên tắc, đưa ông ra khỏi Bờ Tây do Israel kiểm soát. Trong một cuộc phỏng vấn với mạng lưới tin tức Ả Rập Al-Jazeera, Arafat đã phản ứng trước đề nghị của Ariel Sharon rằng ông sẽ bị trục xuất vĩnh viễn khỏi các lãnh thổ Palestine, khi nói, "Đó là quê hương của ông ta [Sharon] hay của chúng ta? Chúng ta đã ở đây khi Nhà tiên tri Abraham tới, nhưng có lẽ họ [người Israel] không hiểu lịch sử hay địa lý."

## Những vấn đề về tài chính

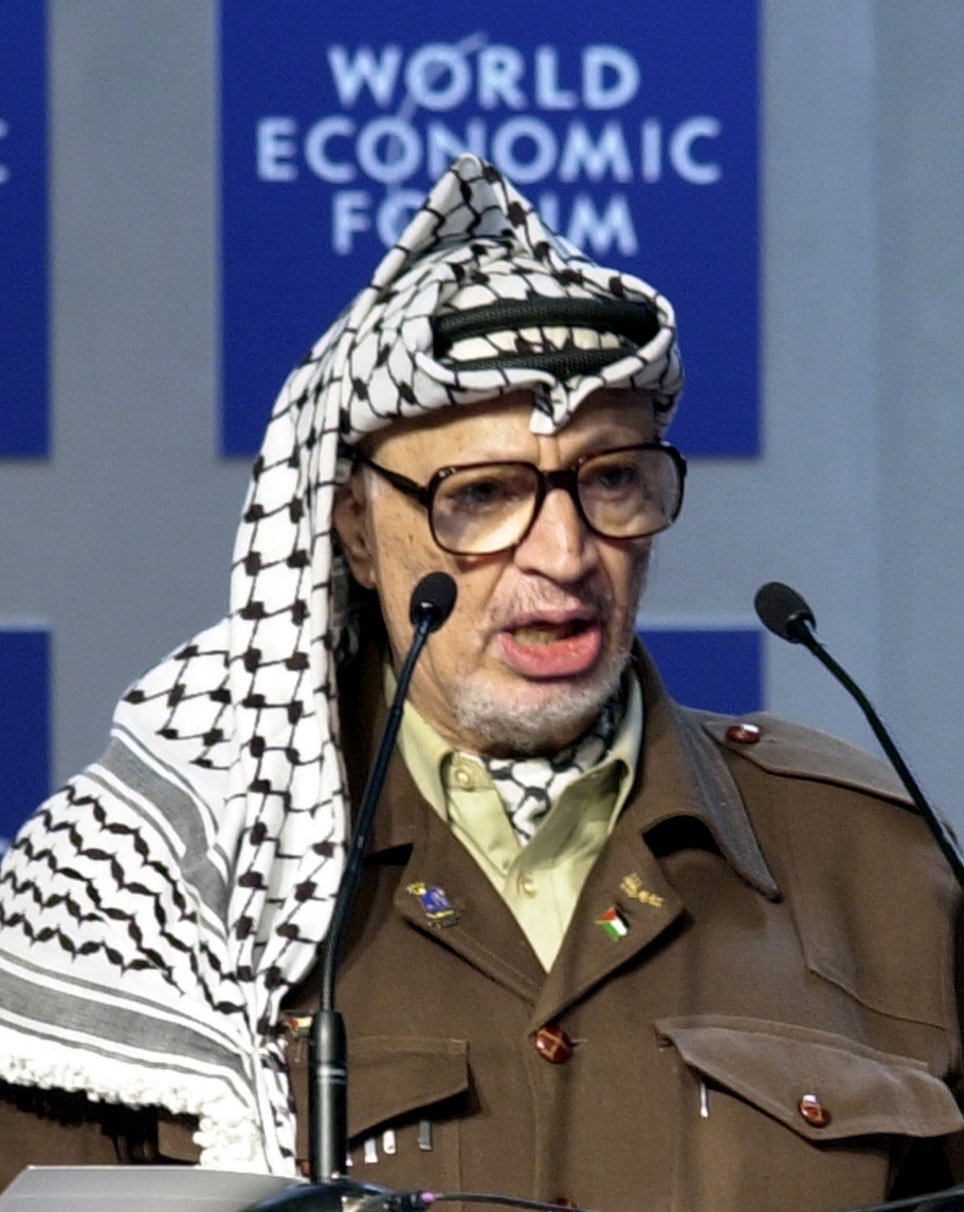
Arafat phát biểu tại Diễn đàn Kinh tế Thế giới năm 2001

Tháng 8 năm 2002, Lãnh đạo Tình báo Quân sự Israel đã cho rằng tài sản cá nhân của Arafat trong khoảng $1.3 tỷ. Năm 2003 Quỹ Tiền tệ Quốc tệ (IMF) đã tiến hành một cuộc kiểm toán PNA và nói rằng Arafat đã chuyển $900 triệu trong các quỹ công cộng tới một tài khoản ngân hàng do Arafat và cố vấn Kinh tế Tài chính PNA quản lý. Tuy nhiên, IMF không tuyên bố rằng có bất kỳ sự không thích hợp nào, và họ đã nói rõ rằng hầu hết các khoản quỹ đã được sử dụng để đầu tư vào các tài sản của Palestine, cả trong và ngoài nước.
Tuy nhiên năm 2003, một đội kế toán viên Mỹ - do Bộ tài chính của chính Arafat thuê - đã bắt đầu xem xét các khoản tài chính của Arafat; đội này đã có một kết luận khác. Đội tuyên bố rằng một phần tài sản của nhà lãnh đạo Palestine nằm trong một danh mục ngân hàng bí mật trị giá gần $1 tỷ, với các khoản đầu tư trong những công ty như một nhà máy đóng chai của Coca-Cola ở Ramallah, một nhà máy điện thoại di động Tunisia và các quỹ liên doanh tại Hoa Kỳ và Quần đảo Cayman. Người lãnh đạo cuộc điều tra đã nói rằng "dù tiền cho tài khoản tới từ các quỹ công cộng như các khoản thuế của Palestine, rõ ràng không đồng nào trong số đó được chi tiêu cho người dân Palestine; tất cả đều do Arafat quản lý. và không một giao dịch nào trong số đó được công khai."
Dù Arafat có cuộc sống giản dị, Dennis Ross, từng là nhà đàm phán tại Trung Đông cho các Tổng thống George H.W. Bush và Bill Clinton, đã nói rằng "số tiền chạy quanh" của Arafat chi tiêu cho một hệ thống bảo trợ to lớn được gọi là chủ nghĩa bảo trợ mới. Theo Salam Fayyad —một cựu quan chức Ngân hàng Thế giới đã được Arafat chỉ định làm Bộ trưởng Tài chính của PNA năm 2002— những mặt hàng độc quyền của Arafat có thể được coi một cách chính sách là một trò lừa đảo với chính đồng bào ông, "đặc biệt tại Gaza nơi nghèo hơn, là điều hoàn toàn không thể chấp nhận và vô đạo đức." Fayyad tuyên bố rằng Arafat đã sử dụng $20 triệu từ các quỹ công cộng để trả riêng cho các lực lượng an ninh cho giới lãnh đạo của PNA (Phòng An ninh Ngăn chặn).
Fuad Shubaki, cựu trợ lý tài chính của Arafat, đã nói với cơ quan an ninh Israel Shin Bet rằng Arafat đã sử dụng nhiều triệu dollar tiền viện trợ để mua vũ khí và cung cấp cho các nhóm du kích. Trong Chiến dịch Lá chắn Phòng vệ của Israel, quân đội Israel đã tìm thấy tiền giả và những tài liệu từ trụ sở của Arafat ở Ramallah. Người Palestine tuyên bố rằng tiền giả là số tiền tịch thu được từ các nhóm tội phạm.

## Tình trạng sức khoẻ kém và cái chết
Những báo cáo đầu tiên về việc điều trị của Arafat do các bác sĩ của ông đưa ra về cái mà người phát ngôn của ông gọi là "bệnh cúm" xuất hiện ngày 25 tháng 10 năm 2004, sau khi ông bị nôn mửa trong một cuộc gặp. Các điều kiện sức khoẻ của ông tiếp tục kém đi trong những ngày sau đó. Sau những chuyến thăm bệnh của các bác sĩ khác, gồm cả các đội y tế từ Tunisia, Jordan, và Ai Cập —một thoả thuận của Israel không ngăn cản việc quay trở lại của ông- Arafat đã được đưa lên một chiếc máy bay của chính phủ Pháp tới bệnh viện quân sự Percy tại Clamart, một vùng phụ cận của Paris. Thông báo chính thức về cái chết của ông không xác định được nguyên nhân cái chết, chỉ nói rằng ông có một sự "rối loạn máu bất thường". Ngày 3 tháng 11, ông dần rơi vào tình trạng hôn mê sâu. Trong những ngày sau đó, sức khoẻ của Arafat là chủ đề của một số lời bàn tán, với nghi vấn rằng ông bị đầu độc hay AIDS. Nhiều nguồn tin dự đoán rằng Arafat bị hôn mê, trong một "tình trạng thực vật" hay chết, tuy nhiên, chính quyền Palestine và bác sĩ người Jordan của Arafat bác bỏ các báo cáo rằng Arafat đã chết não và đang phải được hỗ trợ sự sống.
Một cuộc tranh cãi nổ ra giữa các quan chức của PNA và Suha Arafat khi các quan chức từ PNA tới Pháp để thăm Arafat. Suha đã tuyên bố "Họ đang tìm cách chôn sống Abu Ammar [Arafat]". Luật của Pháp cấm các bác sĩ thảo luận điều kiện của các bệnh nhân của mình với bất kỳ ai với một ngoại lệ, trong trường hợp có tiên lượng nghiêm trọng, có thể thực hiện với họ hàng gần. Theo đó, mọi thông tin liên quan tới sức khoẻ của Arafat phải được vợ ông cho phép. Các quan chức Palestine đã thể hiện sự lấy làm tiếc rằng các thông tin về Yasser Arafat đã bị bà "lọc" trước.
Ngày hôm sau, lãnh đạo nhóm bác sĩ Christian Estripeau thuộc bệnh viện Percy đã thông báo rằng điều kiện sức khoẻ của Arafat đã tồi tệ thêm, và rằng ông đã rơi vào một cơn hôn mê sâu. Sheikh Taissir Tamimi, người lãnh đạo toà án Hồi giáo của các lãnh thổ Palestine - người có một vị trí bên cạnh giường bệnh của Arafat— đã tới thăm Arafat và tuyên bố rằng không nên đặt câu hỏi về việc ngắt ông khỏi các phương tiện hỗ trợ sự sống, theo ông, một hành động như vậy bị cấm trong Đạo Hồi.
Arafat được thông báo qua đời lúc 3:30 sáng UTC ngày 11 tháng 11 ở độ tuổi 75. Nguyên nhân chính xác tình trạng sức khoẻ kém của ông không được biết. Tamimi đã miêu tả nó là "một cảnh rất đáng thương." Khi cái chết của Arafat được thông báo, người dân Palestien rơi vào tình trạng tang tóc, với những lời cầu nguyện kinh Qur'an phát ra từ những loa phóng thanh của các thánh đường Hồi giáo và những lốp xe bị đốt trên phố. Một thông cáo tại Socialist World nói: "Nhiều người Palestine sẽ coi cái chết của Yasser Arafat với sự pha trộn giữa tiếc thương và mong muốn rằng Chính quyền Palestine mà ông lãnh đạo, sẽ làm việc nhiều nữa để chấm dứt sự đói nghèo và áp bức đang đè nặng lên cuộc đời của họ".
Tờ Con Vịt Buộc đã thông báo về những cái gọi là rò rỉ tin tức bởi những nguồn tin y tế không nêu tên tại bệnh viện Percy người đã có cơ hội tiếp cận với Arafat và hồ sơ y tế của ông. Theo tờ báo, các bác sĩ tại bệnh viện Percy đã nghi ngờ, từ khi Arafat được đưa tới nơi, về những thương tổn nghiêm trọng với gan dẫn tới sự thay đổi trong thành phần máu; vì thế Arafat đã được đặt nằm trong khoa huyết học. Bệnh bạch cầu đã "bị loại bỏ hoàn toàn". Theo cùng nguồn tin, lý do tại sao sự chẩn đoán bệnh gan mãn tính này không thể được công khai là bởi, trong tâm trí của mọi người, bệnh gan nói chung liên quan tới những hậu quả của việc lạm dụng rượu. Thậm chí chẩn đoán không phải là một chứng bệnh gan do rượu và Arafat không từng được biết có uống rượu, có những lời đồn kiểu như vậy. Nguồn tin giải thích rằng các điều kiện sống của Arafat không giúp cải thiện được nhiều tình hình này. Vì thế, theo nguồn tin, những nguyên nhân có thể của căn bệnh có thể do nhiều yếu tố; sự hôn mê của Arafat là hậu quả của tình trạng trầm trọng thêm của bệnh gan. Tờ báo Pháp Le Monde đã trích dẫn các bác sĩ nói rằng ông bị "một căn bệnh máu hiếm gặp và vấn đề về gan".
Sau cái chết của Arafat, Bộ Quốc phòng Pháp nói rằng hồ sơ y khoa của Arafat sẽ chỉ được trao cho người họ hàng gần nhất của ông. Mọi người quyết định rằng người cháu của Arafat và cũng là đại diện của PNA tại Liên hiệp quốc, Nasser al-Qudwa, là một người họ hàng đủ thân cận, vì thế sẽ làm việc quanh sự im lặng của Suha Arafat về tình trạng bệnh tật của chồng bà. Nasser al-Qudwa đã được Bộ Quốc phòng Pháp trao một bản copy hồ sơ y tế của Arafat dày 558 trang.

### Những đồn thổi về nguyên nhân cái chết
Bassam Abu Sharif, cựu cố vấn của Arafat, tuyên bố rằng Mossad đã đầu độc Arafat qua các loại thuốc của ông. Một "bác sĩ cao cấp của Israel" tuyên bố trong một bài báo trên tờ Haaretz rằng đó là "một trường hợp cổ điển về đầu độc thực phẩm", có lẽ gây ra bởi một bữa ăn đã được dùng khoảng bốn giờ trước khi ông bị ốm và có thể chứa một loại chất độc như ricin, chứ không phải kiểu đầu độc vi khuẩn tiêu chuẩn. Tuy nhiên, cùng trong tuần khi tờ Haaretz phát hành bài báo trên, The New York Times công bố một báo cáo riêng biệt, cũng dựa trên việc tiếp cận hồ sơ y tế của Arafat, cho rằng không có vẻ Arafat bị đầu độc bằng thực phẩm. Cả hai bài báo đều còn nói tiếp rằng nguyên nhân cái chết có thể là một sự nhiễm trùng có nguồn gốc tự nhiên chưa được biết. Tuy nhiên, những lời đồn đại về việc Arafat bị đầu độc vẫn thường xuất hiện trên thế giới, và đặc biệt trong dân chúng Ả Rập. Al-Kurdi đã lấy làm tiếc trước sự thực rằng người vợ goá của Arafat là Suha đã từ chối một cuộc xét nghiệm pháp y, vốn có thể trả lời cho nhiều câu hỏi liên quan tới nguyên nhân cái chết. Năm 2005, al-Kurdi đã kêu gọi việc thành lập một uỷ ban độc lập để tiến hành những cuộc điều tra liên quan tới cái chết gây nghi vấn của Arafat, nói, "bất kỳ một bác sĩ nào sẽ nói với bạn rằng có những triệu chứng của việc đầu độc".
John Loftus đã thông báo trên ABC radio rằng Araft chết vì bệnh AIDS. Theo Loftus, CIA đã biết về điều kiện sức khoẻ của ông, và thuyết phục Israel không ám sát ông và chờ đợi tới cái chết không thể tránh khỏi vì bệnh tật, bởi sự tiết lộ sau đó về cái được cho là tình trạng đồng tính của ông sẽ làm ông mất uy tín.
Tháng 9 năm 2005, tờ báo Israel Haaretz đã thông báo rằng các chuyên gia của Pháp không thể xác định nguyên nhân cái chết của Arafat. Tờ báo trích dẫn một chuyên gia AIDS của Israel người tuyên bố rằng Arafat có mọi triệu chứng của bệnh AIDS, một giả thuyết sau này đã bị tờ The New York Times bác bỏ. Ashraf al-Kurdi, một bác sĩ riêng Arafat trong hai mươi năm người cũng từng điều trị cho các Vua Hashemite của Jordan, sau này đã tuyên bố rằng không điều gì trong hồ sơ y tế của Arafat đề cập tới sự tồn tại của một sự nhiễm trùng như vậy.

### Điều tra nguyên nhân cái chết
Sau vụ điệp viên KGB Aleksandr Valterovich Litvinenko bị ám sát bằng đầu độc phóng xạ có triệu chứng giống hệt. Yasser Arafat cũng được cho là bị đầu độc bởi Polonium. Bằng chứng cho rằng ông bị đầu độc bằng Polonium được đưa ra tám năm sau (2012). Người ta đã khai quật mộ ông lên và lấy mẫu kiểm tra. Các nhà khoa học Thụy Sĩ đã kết luận rằng nồng độ Polonium trong cơ thể nhà lãnh đạo Palestine cao bất thường. Israel bị nghi ngờ là đã gây ra vụ đầu độc này.

## Kết quả

### Lễ tang

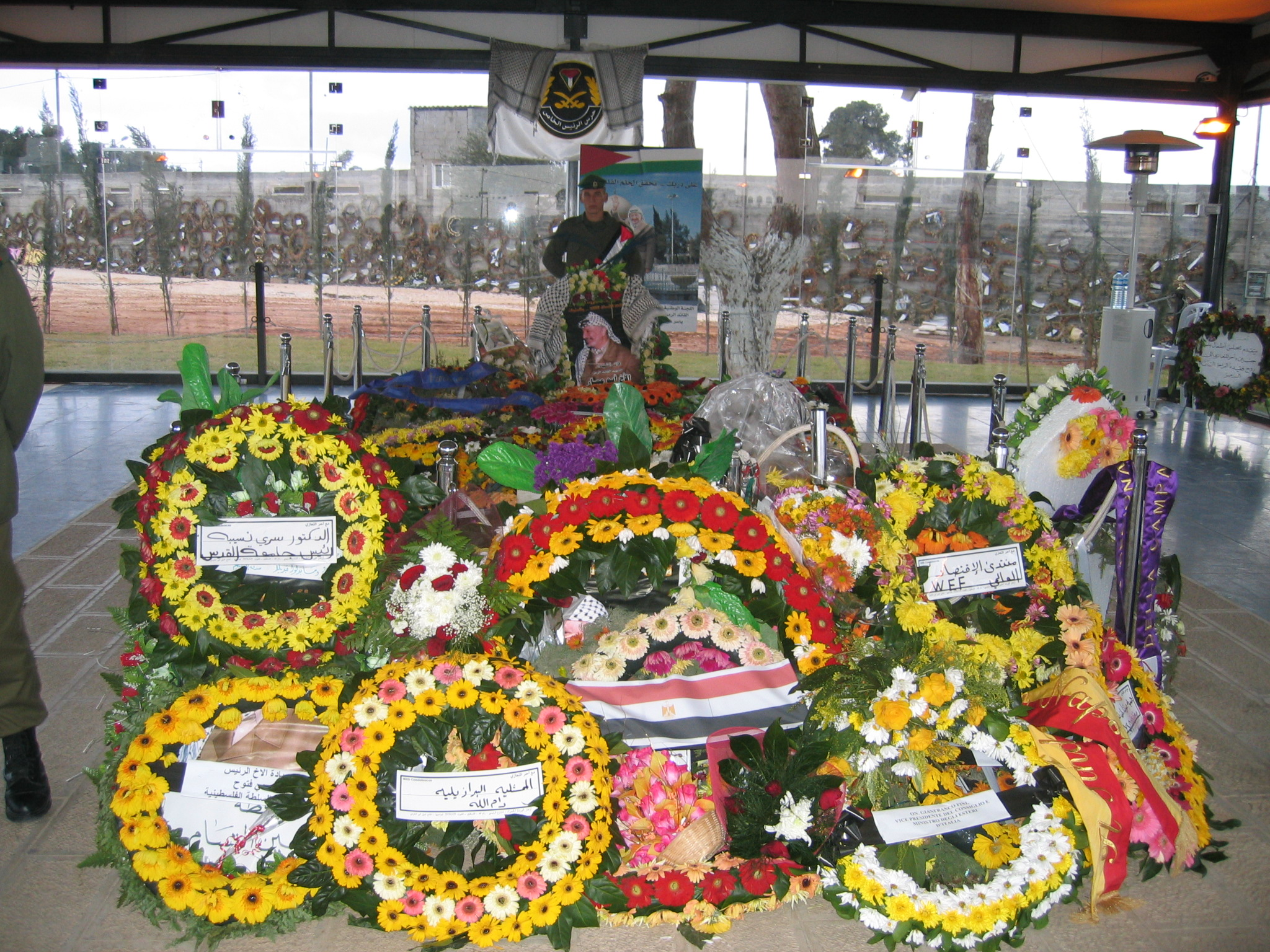
Mộ "tạm" của Arafat tại Ramallah, 2004

Ngày 11 tháng 11, Đội quân Danh dự của Quân đội Pháp đã tổ chức một lễ tang cho Arafat tại một sân bay quân sự gần Paris. Tổng thống Jacques Chirac đứng một mình bên cạnh thi thể của Arafat trong khoảng mười phút trong một sự thể hiện sự tôn trọng cuối cùng cho một nhà lãnh đạo mà ông gọi là, "một người dũng cảm". Ngày hôm sau, Arafat được máy bay đưa về thủ đô Cairo của Ai Cập cho một tang lễ quân sự ngắn khác tại đó, trước khi ông được chôn cất ở Ramallah, cuối ngày hôm đó. Lễ tang được nhiều nguyên thủ quốc gia, thủ tướng và bộ trưởng ngoại giao tham dự. Tu sĩ Hồi giáo hàng đầu của Ai Cập Sayed Tantawi chỉ huy những người cầu nguyện trong tiến trình lễ tang.

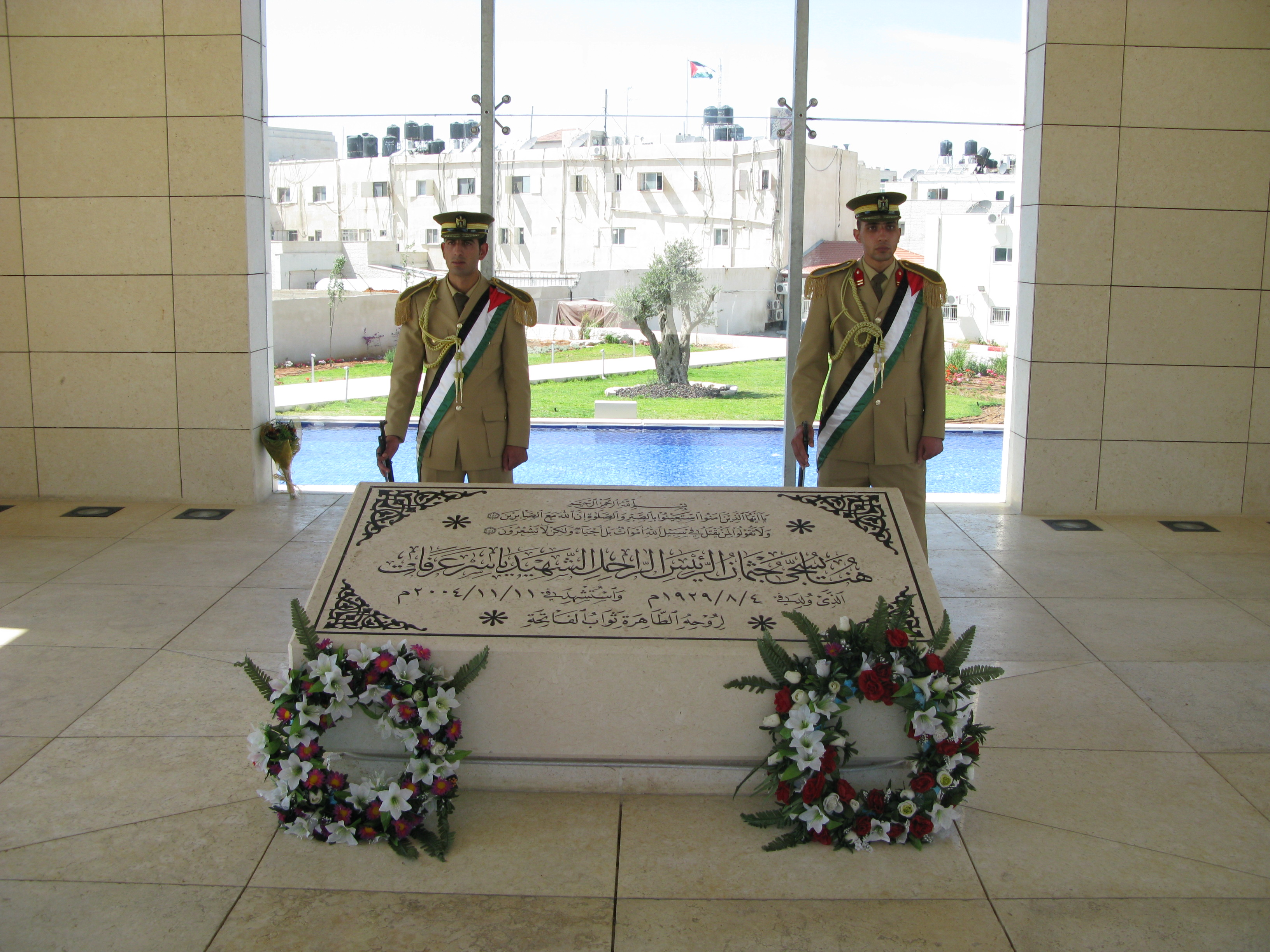
Vệ binh danh dự ở tư thế đứng nghiêm bên cạnh ngôi mộ đá của Yasser Arafat trong lăng, mở cửa ngày 10 tháng 11 năm 2007 tại Phủ tổng thống ở Ramallah

Israel từ chối mong muốn của Arafat được chôn cất gần al-Aqsa Mosque hay bất kỳ nơi đâu ở Jerusalem, diễm ra những lo ngại về an ninh. Sau lễ tang tại Cairo, Arafat được đặt nghỉ "tạm" bên trong Trụ sở cũ tại Ramallah; hàng chục nghìn người Palestine đã tham dự buổi lễ. Cũng tham gia lễ tang còn có một người Do Thái ủng hộ hoà bình và một bộ trưởng Thiên chúa giáo. Sau khi Sheikh Taissir Tamimi phát hiện rằng Arafat không được chôn đúng cách và trong một quan tài - không thích hợp với luật Hồi giáo– Arafat đã được chôn lại vào buổi sáng ngày 13 tháng 11, lúc khoảng 3:00 sáng. Ngày 10 tháng 11 năm 2007, trước buổi kỷ niệm lần thứ ba ngày mất của Arafat, Abbas đã khai trương một lăng cho Arafat gần ngôi mộ tạm của ông trong một hành động để tưởng nhớ Arafat.

### Người kế vị
Ngay khi Arafat qua đời, Người phát ngôn Hội đồng Lập pháp Palestin Rawhi Fattouh đã kế vị Arafat trở thành Tổng thống lâm thời của PNA. Tổng thư ký PLO Mahmoud Abbas đã được chọn làm Chủ tịch PLO, và Farouk Kaddoumi trở thành lãnh đạo Fatah. PNA và giới lãnh đạo các trại tị nạn Palestine ở Liban tuyên bố bốn mươi ngày để tang cho Arafat. Abbas đã giành thắng lợi trong cuộc bầu cử tổng thống tháng 1 năm 2005 với một cách biệt nhỏ, đưa ông trở thành người kế tục của Arafat với tư cách lãnh đạo của người dân Palestine.

## Câu nói
- Sự khác biệt giữa cách mạng và khủng bố nằm ở lý lẽ mà anh ta đấu tranh[130]
- Tôi đến đây mang theo cành ô liu và khẩu súng của người chiến sĩ đấu tranh vì tự do. Xin đừng để cành ô liu rơi khỏi tay tôi[130]
- Tôi chưa có tổ quốc, Việt Nam là tổ quốc của tôi (Phát biểu năm 1970 khi đến thăm Việt Nam trong cuộc chiến tranh Việt Nam)[131]